# Tramway du Mont-Blanc
Pour les articles homonymes, voir TMB.
Le tramway du Mont-Blanc, abbrégé en TMB, est une ligne de chemin de fer à crémaillère de France, en Haute-Savoie, dans le massif du Mont-Blanc, qui relie le le Fayet (gare de Saint-Gervais-les-Bains-Le Fayet, altitude : 581 m) au Désert de Pierre Ronde (gare du Nid-d'Aigle, altitude 2 372 m). C'est un chemin de fer touristique emblématique du tourisme ferroviaire. Initialement, la ligne est construite dans le but d'atteindre le sommet du mont Blanc. Elle est la plus haute ligne de chemin de fer de France et comporte la gare la plus haute du pays.
La ligne est exploitée par la Compagnie du Mont-Blanc, qui gère également le chemin de fer du Montenvers ainsi que de nombreuses remontées mécaniques dans le massif du Mont-Blanc.

## Historique

### Projets
Dès 1835, un certain Eggen émet l'idée d'un funiculaire menant au sommet du mont Blanc par une tranchée située sous les glaciers. Trop irréaliste, son idée ne connaît pas de suite.
En 1879, alors que la Compagnie des chemins de fer de Paris à Lyon et à la Méditerranée (PLM) est en train de construire la ligne Annemasse - Annecy par La Roche-sur-Foron, le plan Freycinet prévoit l'arrivée du rail dans la haute-vallée de l'Arve, via une ligne entre La Roche-sur-Foron et Chamonix. La concession de cette nouvelle ligne est accordée au PLM en 1886. La ligne issue de la Roche-sur-Foron atteint Cluses en 1890 et le Fayet, un hameau en contrebas de Saint-Gervais-les-Bains, en 1898.
En 1895, l'ingénieur Paul Issartier propose de construire une ligne de chemin de fer en tunnel sous le mont Blanc. Partant d'une altitude de 1 800 m sur la commune de Saint-Gervais-les-Bains, la ligne atteindrait par une ligne droite, en rampe longue de 7,4 km, la verticale du sommet à 2 800 m d'altitude. Là, un ascenseur vertical permettrait d'atteindre le sommet à 4 800 m d'altitude. Toutefois, son projet est considéré comme irréaliste, car on estime à cette époque qu'il est impossible de dépasser une vitesse ascensionnelle de 1 200 mètres par heure sans gravement incommoder le corps humain.
Un projet plus étayé est présenté fin 1896 par Saturnin Fabre, un entrepreneur de travaux publics de l'Hérault. Pressentant des difficultés à obtenir la concession d'un chemin de fer d'intérêt local (dépendant du département), Fabre propose un trajet situé entièrement sur la commune des Houches, et de type tramway (donc dépendant uniquement de la municipalité).
La voie ferrée partirait des Houches et gagnerait le sommet du mont Blanc entièrement par une voie ferrée, sans ascenseur. Le conseil municipal des Houches donne un avis préliminaire favorable au début 1897.
En ce début 1897, un autre projet est présenté par l'ingénieur en chef des Ponts et chaussées Souleyre. Ce projet prévoit un tracé au départ de Saint-Gervais-les-Bains. Une ligne à crémaillère s'élèverait vers le col de Voza, le mont Lachat, l'aiguille du Goûter et enfin l'arête des Bosses. Cependant, il n'est pas prévu que les trains grande ligne du PLM desservent le centre-ville de Saint-Gervais-les-Bains, mais le lieu-dit le Fayet situé en contrebas dans la vallée de l'Arve. Il est donc nécessaire de relier la gare du Fayet au centre-ville. En 1898, un projet de voie partiellement à crémaillère de 2,4 km reliant le Fayet à Saint-Gervais-les-Bains est donc présenté par la Société du tramway de Saint-Gervais.
Parallèlement, le projet Fabre est affiné, car les Pont-et-Chaussées estiment que la dénomination de tramway n'est pas appropriée, et demandent sa requalification en chemin de fer d'intérêt local. Afin de présenter au département un projet solide, Fabre s'entoure de savants, dont Joseph Vallot, et fait réaliser des études précises. Plusieurs trajets sont étudiés. Les variantes à partir de Chamonix seraient longues et parcourraient des terrains trop accidentés. La variante à partir du Fayet est également jugée trop longue. Reste un itinéraire à partir des Houches : Les Houches, montagne de Taconnaz, aiguille du Goûter, dôme du Goûter, mont Blanc.
Ce dernier itinéraire est affiné par Joseph Vallot et son cousin Henri, ingénieur des Arts et Manufactures. La ligne, longue de 11,380 km serait en souterrain sur la grande majorité du parcours (environ 10 km), et équipée d'une crémaillère système Locher. Le dénivelé total serait de 3 753 m, avec des pentes maximales de 60 %. La ligne serait électrifiée par rail latéral, l'énergie étant fournie par une centrale hydroélectrique installée sur l'Arve au lieu-dit les Gures. Ce projet est accueilli favorablement à l'été 1899. Seule Saint-Gervais-les-Bains, laissée à l'écart de ce tracé, émet des réserves quant à la sécurité de l'ouvrage et à l'impact des installations hydrauliques sur l'Arve. Cependant, la collecte des fonds est plus difficile que prévu, et les promoteurs du projet ne parviennent pas à rassembler la somme nécessaire à l'obtention de la concession définitive.
Dans ce contexte, un nouveau projet est présenté en 1902-1903, sous l'égide de Henri Duportal, ingénieur en chef des Ponts et Chaussées à la retraite. Le projet évoque un « tramway électrique de la station du Fayet au mont Blanc, passant par ou près de Saint-Gervais-les-Bains, le col de Voza et l'aiguille du Goûter ». Ce projet se décrit comme supérieur aux projets Issartier, Souleyre et Fabre-Vallot. Ce dernier, notamment, est jugé coûteux et dangereux en raison de ses pentes importantes. Le tracé, proche de celui de Souleyre, est prévu le plus possible à l'air libre et exposé au sud, afin de participer à l'agrément des touristes et de profiter de la fonte plus précoce de la neige.
Entre le Fayet et Saint-Gervais-les-Bains, le chemin de fer emprunterait une route départementale et un chemin vicinal, d'où une demande de concession sous le régime des tramways. La ligne mesurerait 22,700 km ; elle serait à l'écartement métrique et posée sur traverses métalliques. La pente maximale serait de 25 %, les zones à forte pente étant équipées d'une crémaillère Strub. La ligne partirait de la gare du Fayet, s'élèverait vers le village de Saint-Gervais-les-Bains (station et éventuel embranchement), puis vers les gares de Montivon et du Col-de-Voza. Elle suivrait ensuite la crête : stations au pavillon de Bellevue et au mont Lachat. Ensuite, la voie gravirait six lacets dans une zone rocheuse afin d'atteindre la station des Rognes. Un souterrain percé à faible profondeur permettrait alors d'atteindre l'aiguille du Goûter (altitude : 3 817 m) et, après études ultérieures, le mont Blanc. La vitesse serait limitée à 7 km/h, afin de ne pas dépasser la vitesse ascensionnelle de 1 200 m/h.

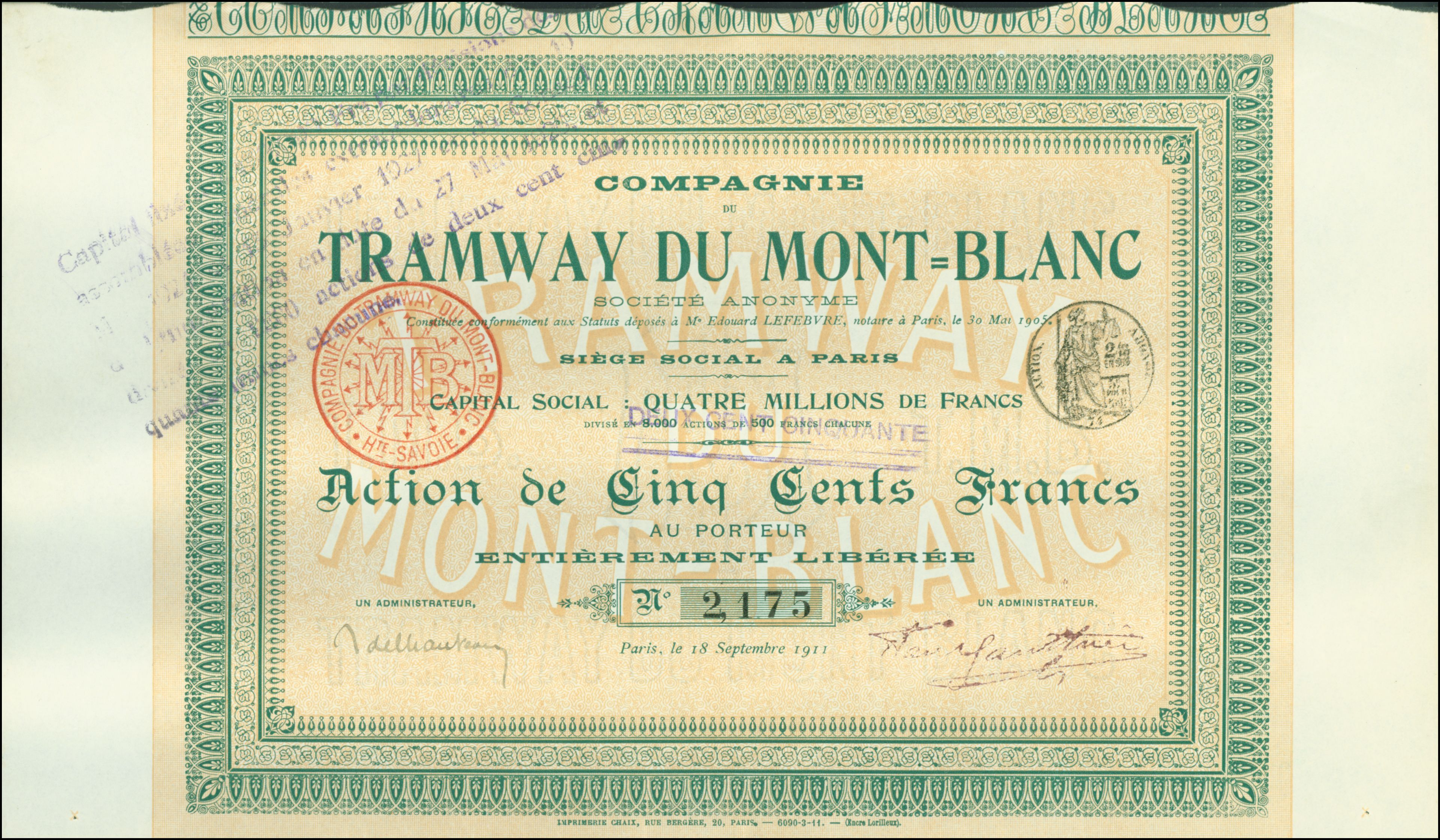
Action de la Compagnie du Tramway du Mont-Blanc en date du 18 septembre 1911.

Restent donc deux projets en lice, l'un favorable à Chamonix-Mont-Blanc (projet Fabre-Vallot), l'autre à Saint-Gervais-les-Bains (projet Duportal). Après des mois de tensions et de pressions en 1903-1904, le conseil général de la Haute-Savoie tranche le 9 juillet 1904 : le projet Duportal est retenu. La concession définitive est accordée le 3 août 1904. La Compagnie du tramway du Mont-Blanc (TMB) est fondée le 9 juin 1905.

### Construction

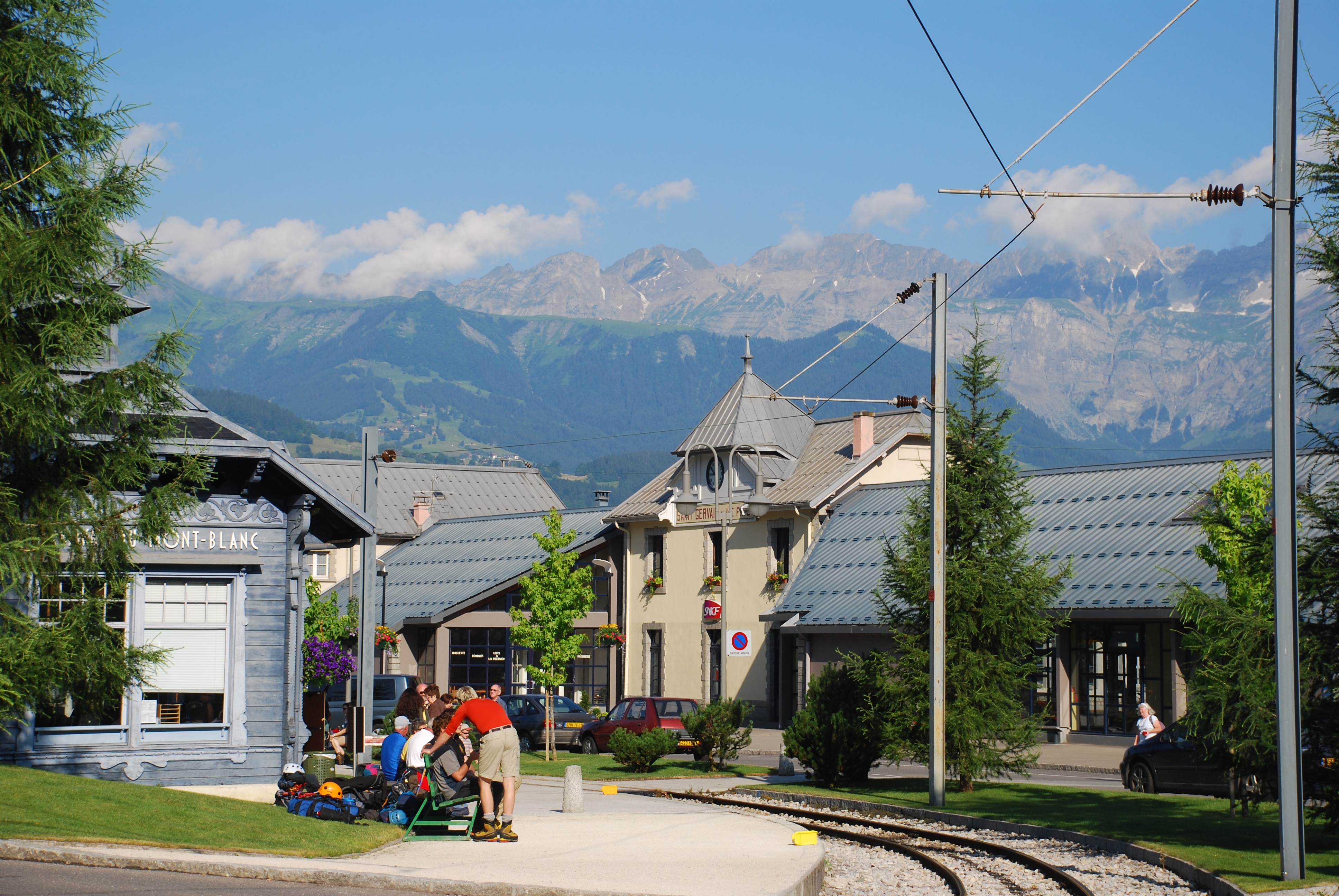
Gares SNCF et TMB au Fayet.

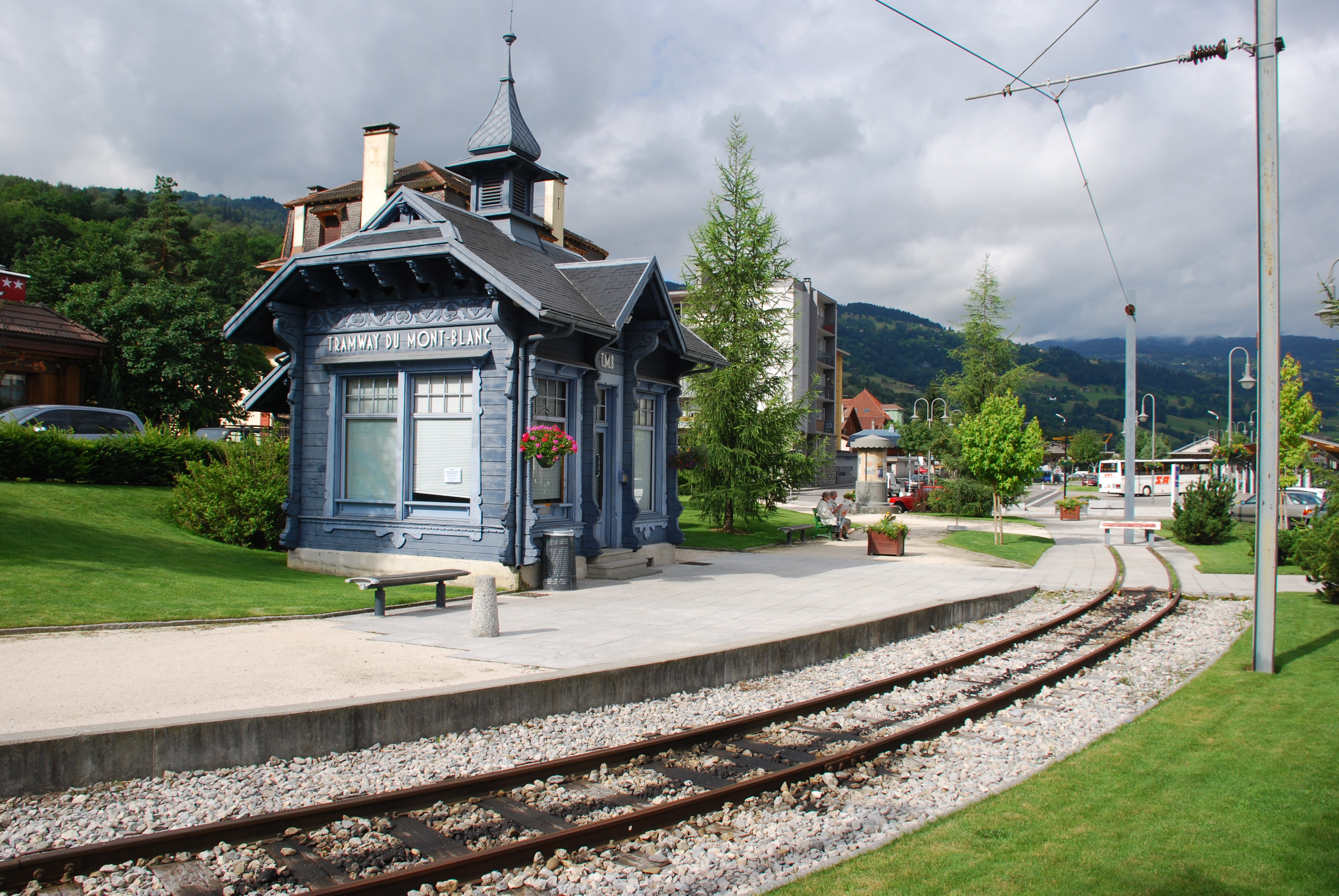
Gare TMB du Fayet.

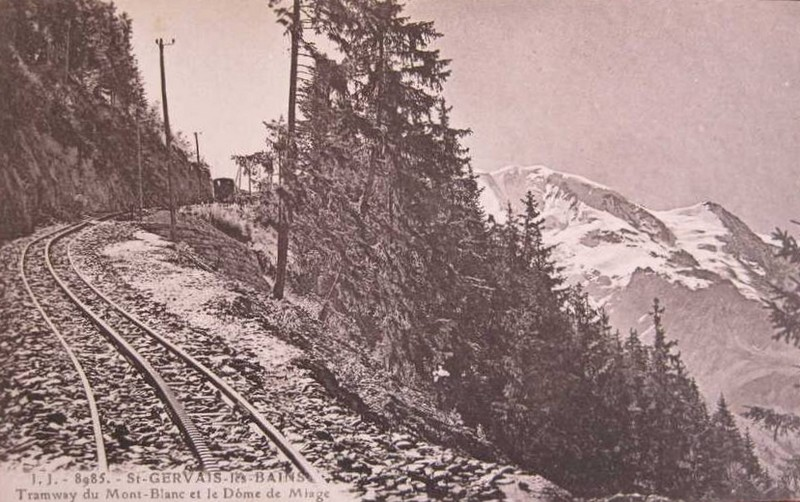
La voie du TMB à l'époque de la traction à vapeur avec une locomotive au loin.

Pour le premier lot « Le Fayet - Saint-Gervais », les acquisitions de terrains, les expropriations et les travaux commencent dès l'été 1905. Le deuxième lot « Saint-Gervais - Col de Voza » est approuvé en 1905 : les travaux peuvent commencer au printemps 1906. À partir de l'automne 1906, des stocks de voie et de crémaillère sont constitués au Fayet. Deux locomotives à vapeur sont commandées à la Société suisse de construction de locomotives et de machines, pour servir aux travaux, et peut-être aux débuts ou au renfort du service voyageurs ultérieur. Cependant, la ligne est bien censée être électrifiée à son achèvement.
Au printemps 1907, la pose de la voie commence à partir du terminus du Fayet. Un accord avec le PLM permet au TMB d'installer son terminus sur la place de la gare PLM. Mais le gros du travail en 1907 est consacré à la construction de la plate-forme du deuxième lot. On piquette également le tracé du troisième lot « Col de Voza - Mont Lachat ». Un sentier est créé pour reconnaître le tracé du quatrième lot « Mont Lachat - Aiguille du Goûter ». Le tracé doit être modifié pour éviter des secteurs instables. Le secteur de l'actuel Nid d'Aigle doit être rejoint par deux premiers tunnels, puis ce serait la halte des Rognes, ensuite une boucle permettrait d'atteindre la halte de Tête-Rousse (3 tunnels), puis une seconde boucle atteindrait l'aiguille du Goûter (5 tunnels). Les deux locomotives sont réceptionnées à l'automne 1907.
En juin 1908, la voie est posée du terminus jusqu'à la prise de la crémaillère. Une remise pour six locomotives est construite. Les terrassements sont terminés jusqu'au col de Voza et les dernières expropriations sont terminées ; la pose de la voie peut commencer. Le 1er lot est achevé à la fin de l'été. Cependant, la situation financière de la compagnie est désastreuse, ce qui entraîne la démission de Duportal.
Au printemps 1909, la pose est terminée jusqu'au col de Voza (fin du 2e lot). Après réception de six voitures voyageurs, ce premier tronçon est inauguré le 25 juillet 1909, puis il ouvre au public le 28 juillet. Il atteint l'altitude de 1 653 m. Pour l'année 1909, le TMB transporte en moyenne 103 personne par jour, pour des recettes un peu inférieures à la moitié des dépenses engagées. La poursuite des travaux est compromise par manque de trésorerie.
Une solution est trouvée en mars 1910 : contre une participation dans la compagnie et à un intéressement dans un éventuel embranchement vers les Houches, l'entrepreneur de Marseille Étienne Jallut prend à sa charge l'exécution des travaux entre le col de Voza et l'aiguille du Goûter. Deux nouvelles locomotives sont reçues : elles permettent de renforcer les dessertes en 1910. En juin 1911, l'exploitation est portée jusqu'au mont Lachat, alors que la construction se poursuit au-delà. Une cinquième locomotive est reçue. En 1910 et 1911, les recettes s'améliorent, mais la situation de la compagnie reste très délicate, puis se dégrade encore.
Au printemps 1912, la voie est posée presque jusqu'au glacier de Bionnassay, mais sa poursuite est compromise : les terrains sont bien plus difficiles au-delà, nécessitant la construction de nombreux et coûteux tunnels. De plus, il serait impossible de continuer à utiliser la traction à vapeur dans les tunnels ; l'électrification est donc nécessaire à la poursuite du chantier. Cependant, les finances de la compagnie excluent dans l'immédiat cette possibilité. Il est donc décidé en mars 1912 d'ouvrir l'exploitation jusqu'au glacier. Cependant, la voie ne peut être achevée jusqu'à un replat, ce qui interdit l'ouverture effective. Après une saison médiocre, la situation est désespérée à l'automne, si bien qu'un administrateur provisoire est nommé par le tribunal de commerce pour redresser la compagnie.
Finalement, la voie est ouverte jusqu'au point extrême d'avancement des travaux le 1er août 1913. Une plate-forme provisoire et une buvette sont installées à cet endroit baptisé Nid d'Aigle (altitude : 2 372 m), et situé à environ 500 m en retrait du glacier de Bionnassay. Le tracé est piqueté au-delà, jusqu'à Tête-Rousse. Un délai est obtenu pour le prolongement à l'aiguille du Goûter, à condition qu'une halte soit installée rapidement en vue du glacier, puis que la voie soit prolongée jusqu'à la halte des Rognes. En 1914, la saison d'été commence favorablement. Une visite officielle du président de la République Raymond Poincaré est prévue pour le 14 août.
Malheureusement, la mobilisation est décrétée le 2 août, ce qui met un coup d'arrêt à la saison touristique et à la visite du président. De 1915 à 1917, la ligne est essentiellement inactive, à l'exception de quelques rares circulations. Le trafic reprend progressivement à partir du printemps 1918. La ligne est remise en état ; les tronçons rouvrent au fur et à mesure.

### Projet d'embranchement vers les Houches
En 1910, un projet d'embranchement entre le col de Voza et la halte Viaduc-Sainte-Marie de la ligne PLM Saint-Gervais-les-Bains - Vallorcine est élaboré. La ligne ferait 3,920 km de long, et serait équipée de la crémaillère. Le conseil général accorde une concession éventuelle le 18 avril 1912. La réalisation de cet embranchement est jugée stratégique par la compagnie, qui espère ainsi attirer une importante clientèle de touristes de Chamonix.

### Exploitation par traction vapeur

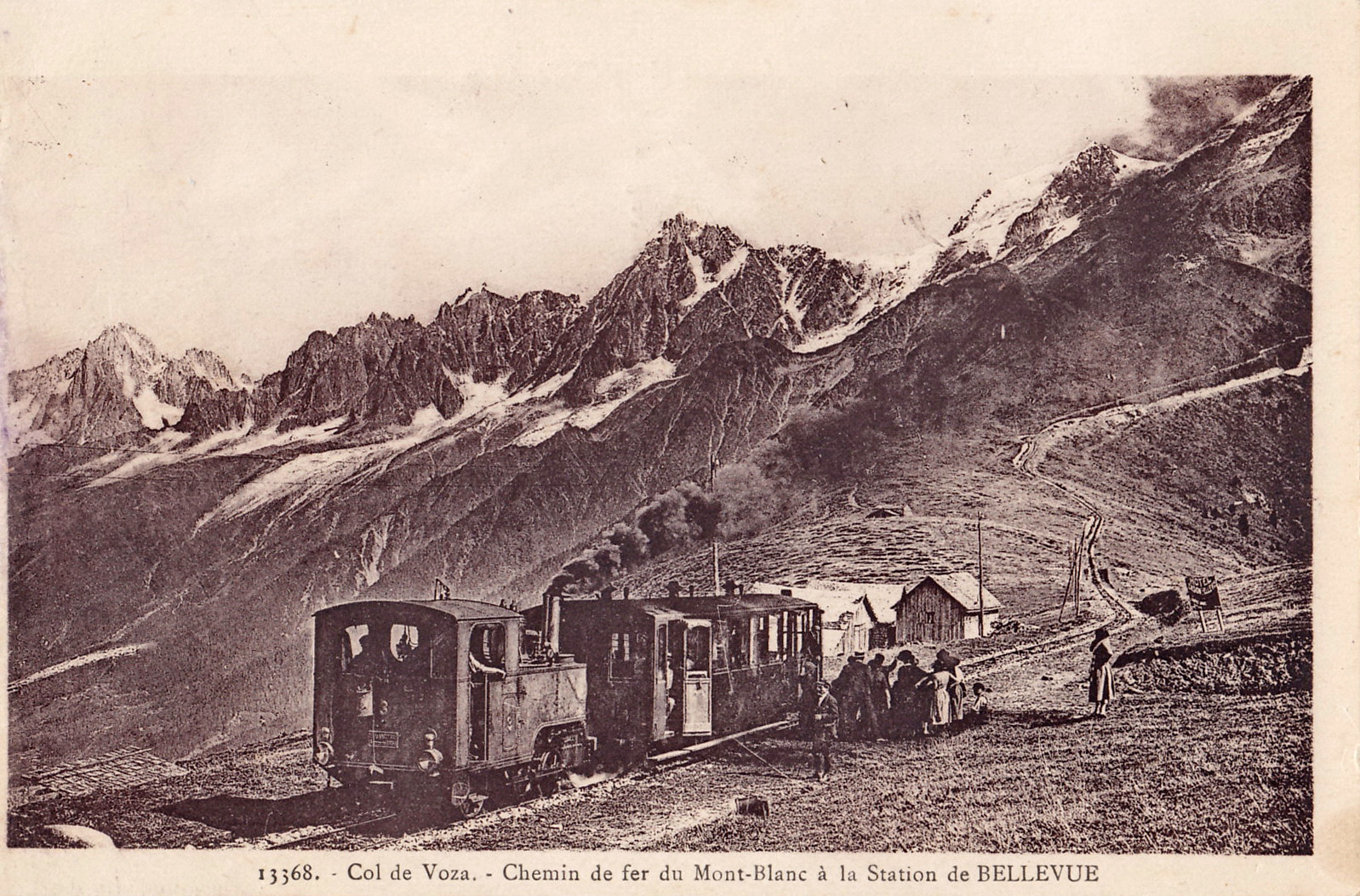
Rame à la gare de Bellevue.

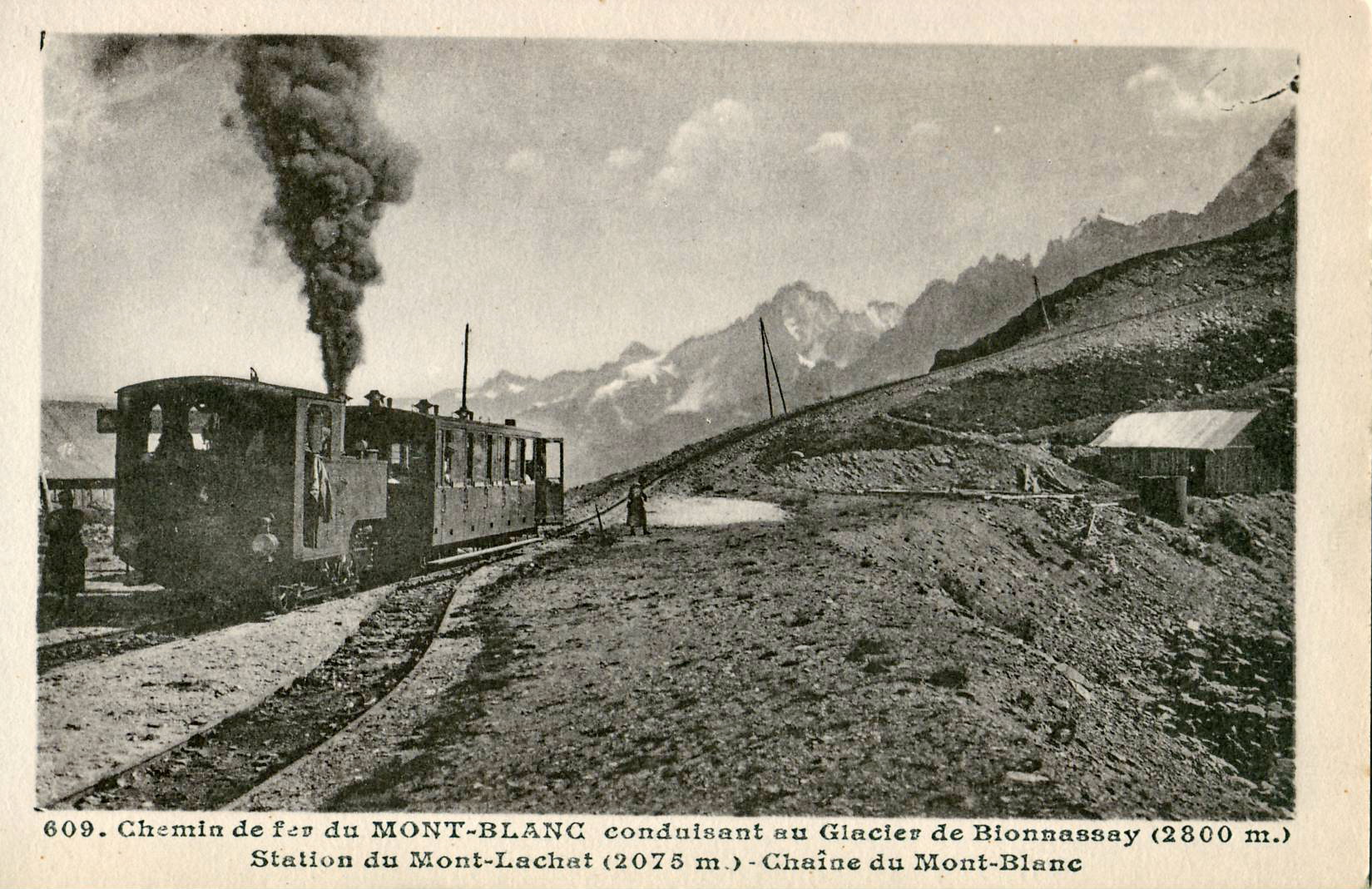
La gare du mont Lachat, avec une rame poussée par la locomotive no 4. On y distingue clairement l'évitement permettant le croisement des rames, dans cette section où la crémaillère est interrompue.

Après guerre, un important traité est signé entre le PLM et le TMB. Le TMB s'engage à assurer un service minimum, y compris l'hiver, et en contrepartie, le PLM finance la ligne : 31 000 francs au départ en 1920, et jusqu'à 52 000 francs treize ans plus tard. Des employés du PLM sont même détachés au TMB. Des billets avec correspondance PLM-TMB sont vendus, ce qui facilite l'excursion pour les touristes venant au Fayet par le train. Les tarifs sont relevés en 1920 ; les bilans d'exploitation deviennent positifs.
Alors qu'initialement la ligne n'était exploitée qu'en été, à partir de l'hiver 1921-1922 un service de trois trains quotidiens est assuré entre le Fayet et Saint-Gervais-les-Bains. Ce service est subventionné par les communes avoisinantes, puis également par l'administration postale qui confie le courrier au TMB. À l'été 1922, l'affluence est considérable, si bien que le matériel existant s'avère insuffisant.
À l'hiver 1923-1924, l'exploitation est poussée jusqu'au col de Voza à l'occasion des Jeux olympiques. Un grand hôtel est construit au col de Voza. Il appartient techniquement à la Société auxiliaire du Mont-Blanc (SAMB), mais les liens de cette dernière avec le TMB sont extrêmement étroits.
Du milieu des années 1920 à la fin des années 1930, les résultats du TMB s'avèrent encourageants. Certains exercices sont très bons, d'autres moins, notamment à cause du mauvais temps persistant. Cependant, le développement des sports d'hiver procure de nouveaux revenus, et donne à la saison hivernale un rôle de plus en plus important (35 % des recettes annuelles en 1934).
À la fin des années 1920, la desserte s'organise comme suit :
- en période de sports d'hiver (mi-décembre à fin février) : trois navettes Saint-Gervais-les-Bains-Le Fayet - Saint-Gervais-les-Bains et deux trains de skieurs Saint-Gervais-les-Bains-Le Fayet - Col-de-Voza (un troisième train pouvait être assuré en cas d'affluence) ;
- en haute saison d'été (début juin à fin septembre) : six navettes Saint-Gervais-les-Bains-Le Fayet - Saint-Gervais-les-Bains, un train Saint-Gervais-les-Bains-Le Fayet - Col-de-Voza en cas d'affluence, trois trains Saint-Gervais-les-Bains-Le Fayet - Nid-d'Aigle ;
- en basse saison (mars à mai, octobre à décembre) : trois navettes Saint-Gervais-les-Bains-Le Fayet - Saint-Gervais-les-Bains.

À partir de 1931, la desserte locale vers Saint-Gervais-les-Bains est reportée sur autocar en haute saison. La compagnie acquiert même son propre véhicule en 1932. Cela rend possible une augmentation des dessertes vers le col de Voza ou le Nid d'Aigle, qui sont bien plus rentables.
Les temps de parcours sont les suivants :
- le Fayet - Saint-Gervais-les-Bains : 20 minutes ;
- le Fayet - Col de Voza : 1 h 30 ;
- le Fayet - Nid d'Aigle : 2 h 20.

Le projet d'embranchement vers les Houches est reporté sine die en 1929. Les années 1930 voient un développement important des téléphériques. Par comparaison, le TMB, avec ses petites locomotives à vapeur, apparaît désormais désuet. Cependant le 15 décembre 1936 est mis en service un téléphérique entre les Houches et Bellevue, ce qui offre enfin à la ligne du TMB un débouché intéressant vers la vallée de Chamonix.
Le 16 novembre 1937, un site industriel important s'installe au mont Lachat, au bord de la voie. Il s'agit d'un centre d'essais de moteurs d'avion de la Société nationale de construction de moteurs (SNCM). Des phénomènes liés au froid, au givrage, à l'altitude sont étudiés. Le TMB assure le transport du personnel et du matériel.
À partir de 1939, la Seconde Guerre mondiale réduit fortement les activités du TMB. La liaison en autocar entre le Fayet et le bourg de Saint-Gervais-les-Bains disparaît, et dans un premier temps seules deux navettes ferroviaires quotidiennes sont assurées. Le trafic reprend un peu à partir de 1943 : en été six navettes sont assurées (huit le dimanche), en hiver trois ou quatre navettes. Quelques allers et retours au col de Voza sont effectués, pour des camps de jeunesse de plein air en été, et pour des skieurs en cas d'affluence en hiver.

### Projets de modernisation
Dans les années 1930, le TMB utilise toujours des locomotives à vapeur, censées au départ être utilisées de façon provisoire avant l'électrification. Voyant le TMB en passe d'être concurencé par le téléphérique naissant, les dirigeants de la compagnie étudient divers projets de modernisation qui leur sont proposés.
En 1936, O. L. Cheneau soumet au TMB un projet dans lequel la voie serait remplacée par des pylônes supportant un rail aérien électrifié. Des véhicules rapides pourraient alors se mouvoir de façon autonome le long de ce rail. Ce projet est jugé intéressant, et étudié sérieusement, cependant il reste sans suite en raison de l'absence de réalisations antérieures de ce procédé.
En 1937, lors de l'installation de la SNCM au mont Lachat, la société propose de participer à l'électrification de la ligne. Six puissantes automotrices permettraient de raccourcir substantiellement le temps de parcours : 34 minutes jusqu'au col de Voza, 1 h jusqu'au Nid d'Aigle.
En 1938, des investisseurs genevois proposent un projet dans lequel la crémaillère serait remplacée par un rail central sur lequel des galets viendraient assurer la traction et le freinage. Les circulations seraient assurées par cinq automotrices à essence de 50 places. Finalement, les financiers suisses renoncent à s'engager plus avant en raison des incertitudes politiques de la période d'avant-guerre. En 1940, une variante du projet précédent est étudiée, dans laquelle les automotrices seraient électriques, et de 96 places.
Parallèlement, la SNCM désire étendre son implantation du mont Lachat par une station à l'aiguille du Goûter. Un téléphérique est donc à l'étude. Deux pylônes sont envisagés, aux Rognes et à Tête-Rousse.
Les projets de modernisation reprennent après-guerre. La Société civile d'étude pour la modernisation du tramway du Mont-Blanc est créée début 1949. Elle associe notamment le département de la Haute-Savoie, la commune de Saint-Gervais-les-Bains, la compagnie du TMB et la Société de contrôle et d'exploitation des transports auxiliaires (SCETA).
Cette dernière, une filiale de la SNCF, réalise une étude technique et préconise une électrification de la ligne par caténaire, et l'acquisition de trois automotrices et d'une remorque, chaque véhicule ayant une capacité de 70 à 90 places.
Ce projet, bien que consensuel, est d'abord bloqué par la situation financière de la compagnie, toujours désastreuse. C'est dans ce contexte que Pierre Nourry, un industriel lillois, rachète l'hôtel du Col de Voza, puis en 1955 la majorité des actions du TMB, car il s'agit du moyen de transport permettant d'accéder à l'hôtel. La raison sociale du TMB est changée en Société nouvelle du Tramway du Mont-Blanc, et le capital est largement augmenté ; il appartient à 90 % à Pierre Nourry.

### Électrification
Le service est suspendu au printemps 1955, afin de consacrer toutes les ressources de la ligne aux travaux de modernisation. Les travaux comprennent une révision de la voie et des ouvrages d'art. Notamment, les tunnels doivent être mis au gabarit pour la caténaire.
L'électrification se fait en courant alternatif 50 Hz, sous une tension de 11 kV. Une sous-station est construite au dépôt du Fayet, en fait un simple poste d'abaissement de tension de type extérieur, branché sur deux phases du réseau triphasé. Elle permet d'abaisser la tension de 45 kV du courant industriel fourni par EDF. La caténaire est du type léger, et n'est constituée que d'un simple fil rainuré de 84 mm de section.
Le parc voyageurs sera finalement de trois rames composées d'une automotrice et d'une remorque. Ce matériel est commandé aux firmes suisses SLM et Oerlikon (bogies et équipements électriques) et à la société française Decauville (caisses et aménagements).
Les trois rames sont reçues en 1957, et nommées Marie, Jeanne et Anne, du nom des trois filles de Pierre Noury. Pour l'exploitation hivernale, un chasse-neige rotatif est également commandé chez SIG, SLM et Oerlikon.

### Exploitation par traction électrique

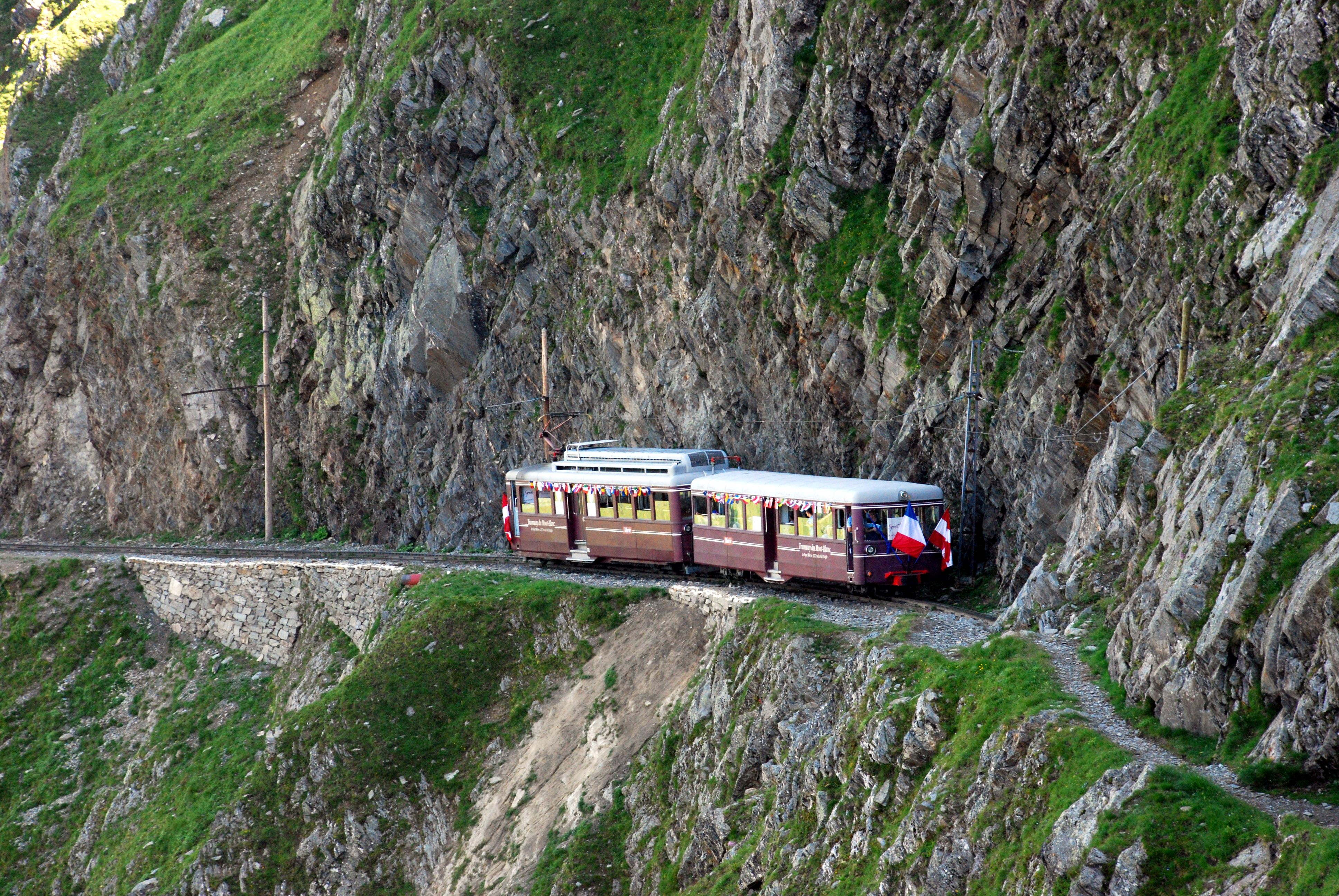
La rame Jeanne dans le secteur des Rognes.

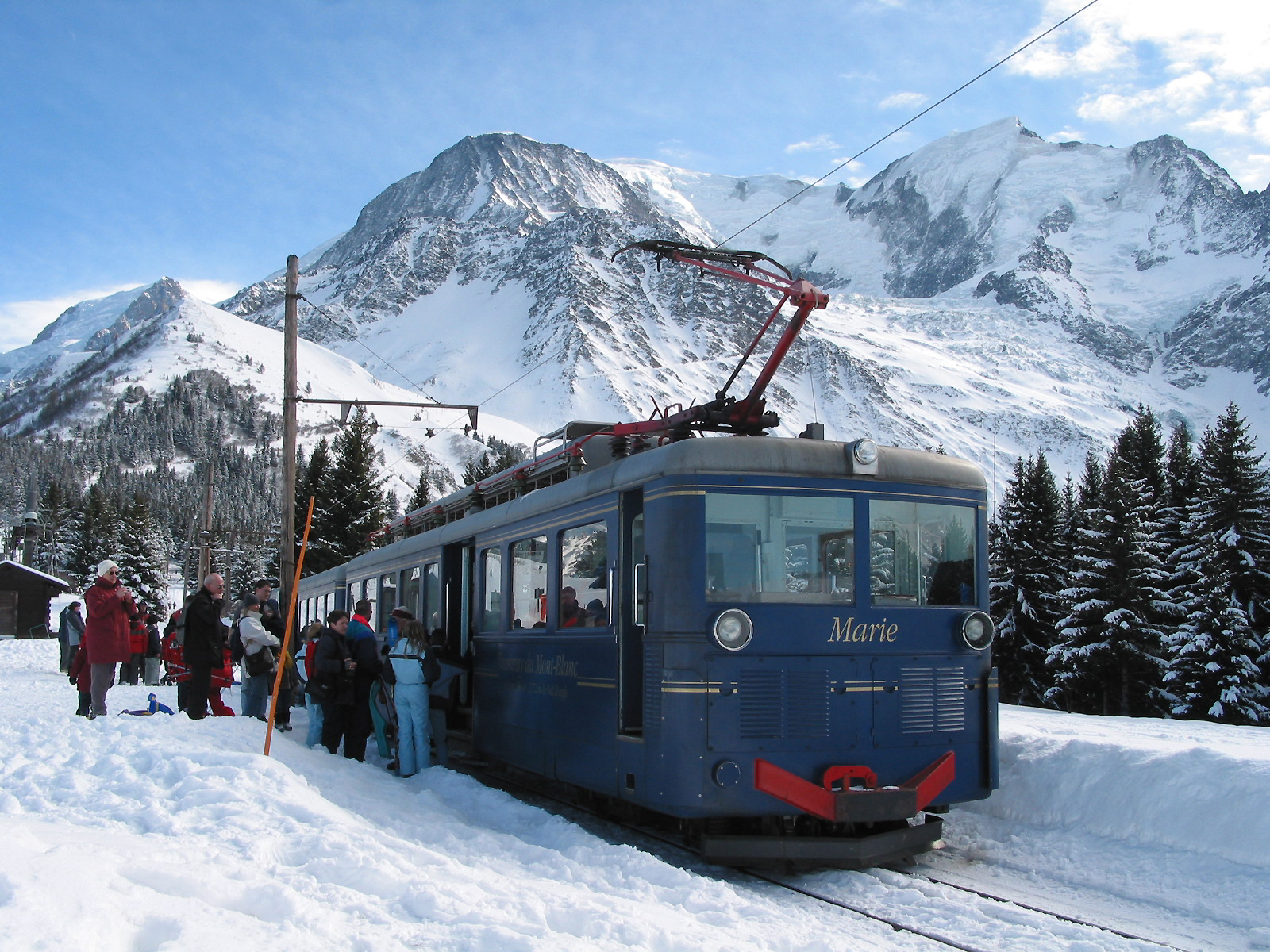
Une rame à la gare de Bellevue en hiver.

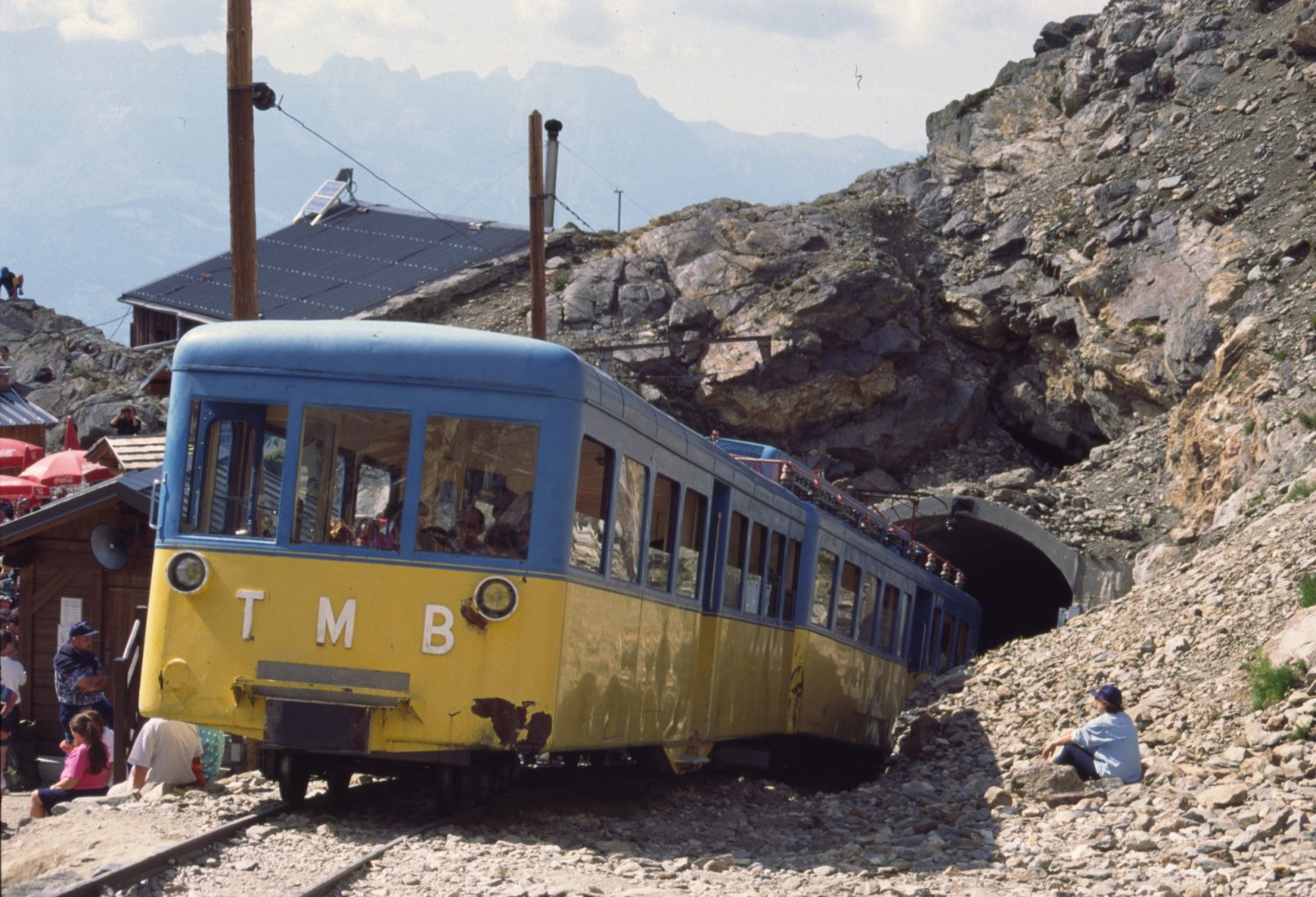
La rame Anne (livrée d'origine) au Nid d'Aigle en 1996, alors terminus provisoire.

Des marches d'essais sont réalisées au printemps 1957. L'exploitation commerciale commence le 2 juin. Dès le 29 juin, le trafic est largement renforcé. Par rapport à la traction vapeur, la capacité d'un train est passée de 55 à 200 places. De plus, les temps de parcours sont divisés par deux. La ligne rénovée est inaugurée le 4 août.
L'année suivante, le service en haute saison se compose de cinq ou six trains quotidiens, neuf les week-ends en saison d'hiver. La ligne modernisée est bien plus efficace : personnel réduit, coût réduit de l'énergie et de l'entretien de la voie. Cependant, le TMB reste dans une situation délicate, d'autant qu'il s'est fortement endetté pour son électrification. En 1960, la desserte est donc réduite de façon à réduire les coûts d'exploitation.
Malgré un fort développement du tourisme alpin au début des années 1960, Saint-Gervais-les-Bains et le TMB  profitent  peu de cet engouement. Ainsi la part du trafic hivernal passe de 42 % en 1961 à 21 % en 1964. Les nombreux projets de téléphériques élaborés dans la région sont également perçus comme des menaces par le TMB. Ce dernier se rapproche donc de la Compagnie des téléphériques de la Vallée Blanche (CTVB) de façon à être intégré aux nouveaux projets de remontées mécaniques. Le 20 octobre 1964, le TMB et la CTVB fusionnent.
La nouvelle direction réorganise le trafic à partir de 1965. En été, la desserte atteint de neuf allers et retours quotidiens jusqu'à l'aiguille du Bionnassay au pic de la fréquentation. L'hiver, trois allers et retours vers Bellevue sont assurés. Ils passent à cinq pendant les vacances scolaires.
Cependant, le TMB n'est pas prioritaire pour la CTVB, devenue la STMB (Société touristique du Mont-Blanc) dans les années 1970. Le trafic hivernal se réduit encore : il représente 16 % dans les années 1970. À partir de 1979, la desserte hivernale est réduite à un seul aller et retour quotidien, trois pendant les vacances. Des divers équipements envisagés, seule une télécabine au Prarion est réalisée.
À partir de 1990, la nouvelle direction de la STMB renforce à nouveau les dessertes : onze allers et retours en été, un à quatre en hiver. Les investissements, extrêmement réduits pendant 40 ans, reprennent dans la seconde moitié des années 1990 : les trois rames sont rénovées entre 1996 et 1999, et revêtues d'une nouvelle livrée. Le terminus du Fayet est remanié en 1999.
À partir de 2000, l'unification des compagnies de la vallée de Chamonix dans la Compagnie du Mont-Blanc permet des échanges fructueux avec le chemin de fer du Montenvers : la TMB reçoit en 2001 la rame diesel la plus ancienne du Montenvers. La motrice permet d'assurer des trains de travaux, de déneigement ou de dépannage. En outre, du personnel de l'une des deux lignes peut être détaché sur l'autre.
Les locaux de service du Fayet, endommagés par un incendie criminel, sont réhabilités. Le matériel de service est rénové. La voie nécessite elle aussi une réfection : elle se fera progressivement sur 12 ans ; des renouvellements ponctuels ont déjà eu lieu. Le refuge du Nid-d'Aigle, détruit par un incendie accidentel, a été reconstruit en 2006 à l'altitude de 2 412 m, à quelques centaines de mètres du terminus.
Pendant plusieurs années, un projet de prolongation de la voie jusqu'à ce nouvel emplacement est évoqué. Il est notamment défendu par le maire de Saint-Gervais-les-Bains. En 2010, il est désormais abandonné en raison de son coût et de son impact environnemental. Un nouveau projet a été élaboré, qui vise à reconstruire à son emplacement actuel une gare de terminus modernisée, en partie souterraine.
À partir de 2014, d'importants travaux de modernisation sont entrepris incluant le prolongement de la ligne sur quelques dizaines de mètres afin de construire une nouvelle gare au mont Lachat,.

## Description de la ligne

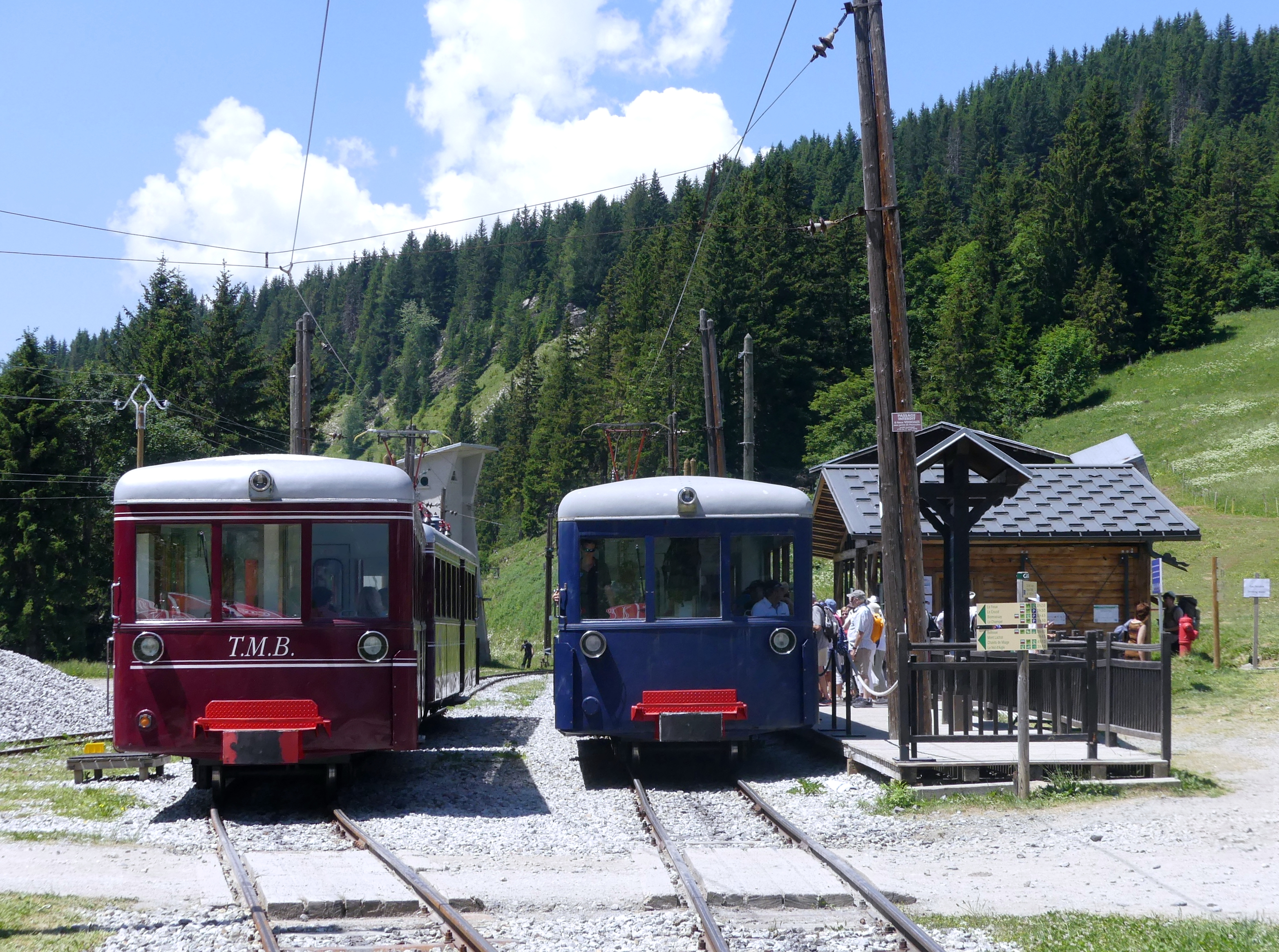
Croisement au col de Voza.

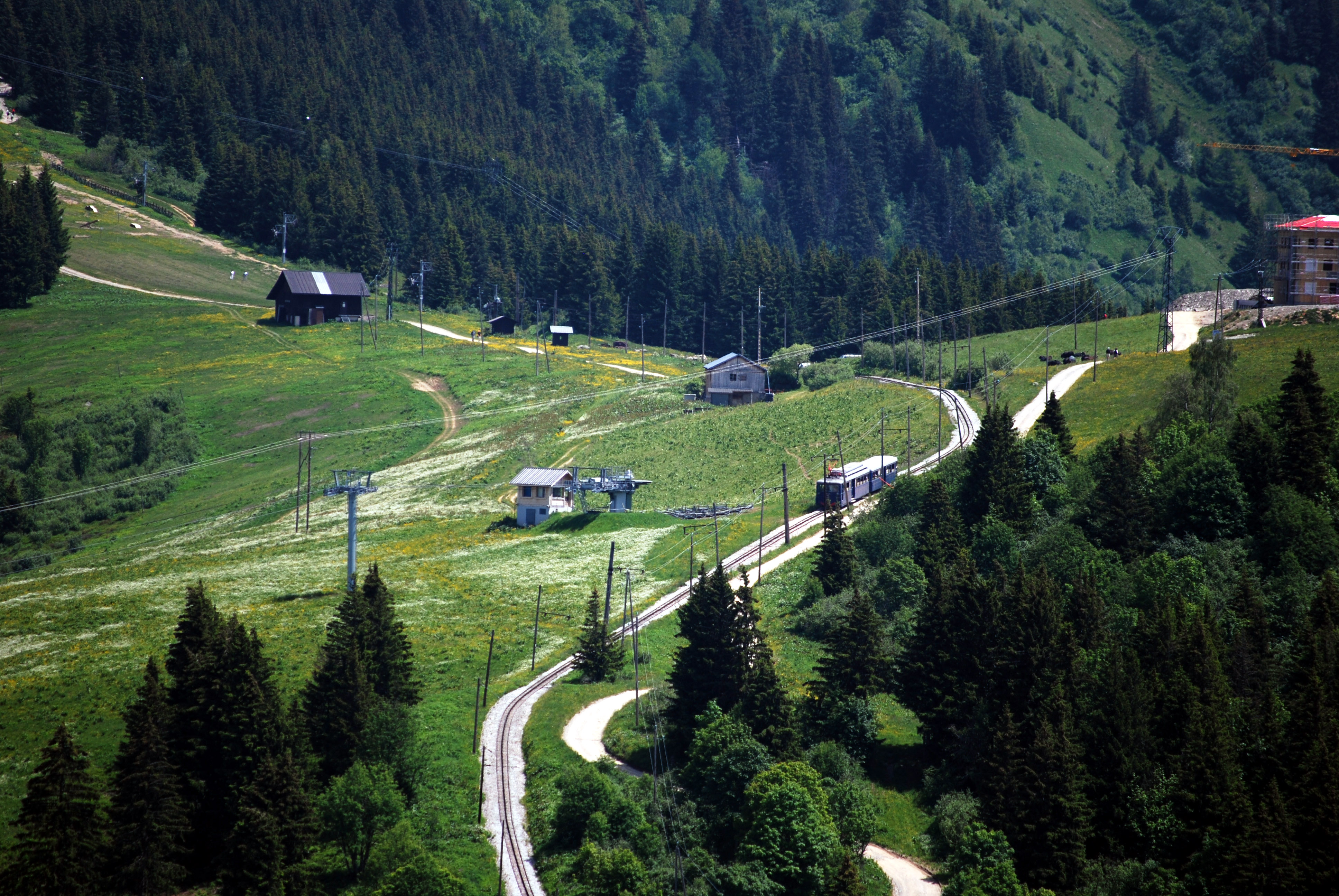
Entre le col de Voza et Bellevue.

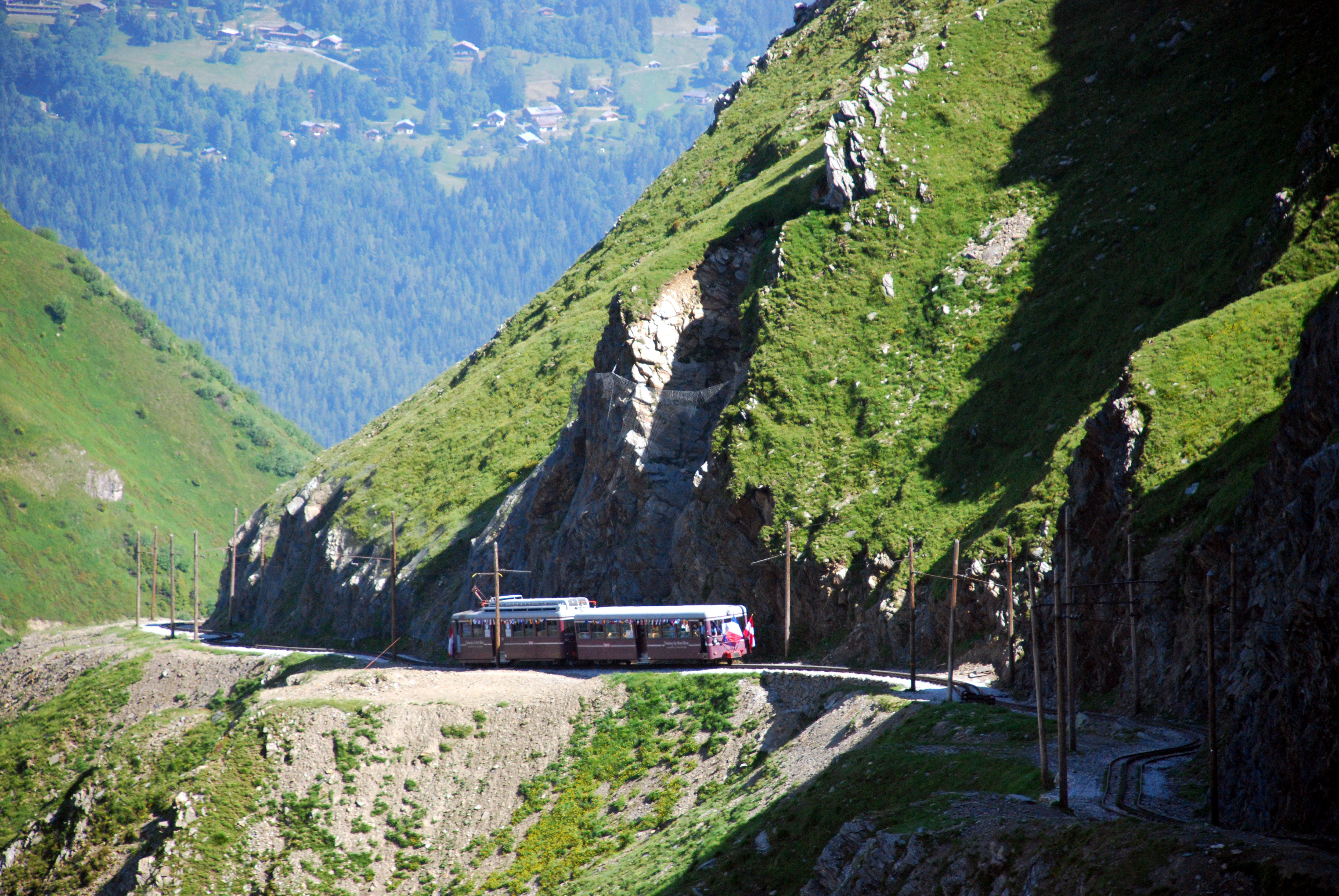
Entre le mont Lachat et le Nid d'Aigle dans le secteur des Rognes.

### Caractéristiques techniques
La ligne comporte peu d'ouvrages d'art. Le pont sur le Bon-Nant au Fayet est un pont routier qui préexistait au TMB. Plus loin, un pont maçonné lui permet de franchir une route. Il existe enfin un petit pont sur un ancien chemin muletier. Peu avant le Nid d'Aigle, la ligne franchit deux courts tunnels qui ne sont pas maçonnés.
Il existe au Fayet un passage à niveau protégé par des feux. Six autres passages à niveau sont non gardés. Sur la route du Prarion existait un pont-levis avant l'électrification en 1955. En effet, le croisement se fait en pleine pente, il était donc impossible d'interrompre la crémaillère pour le franchissement de la route. La route franchissait donc la voie sur un pont-levis qui était relevé lors du passage des trains.
Le dénivelé total, entre le Fayet et le Nid d'Aigle, est de 1 792 m pour une voie de 12,4 km, soit une pente moyenne de 150 mm/m. En adhérence simple, le rayon minimal des courbes est de 60 m (sauf en gare du Fayet où il existe une courbe de 54 m) et la pente maximale de 50 mm/m. Sur les sections à crémaillère, le rayon minimal des courbes est de 80 m, la pente maximale de 240 mm/m (sauf à la traversée de la route du Prarion où le profil a été rectifié à 250 mm/m).

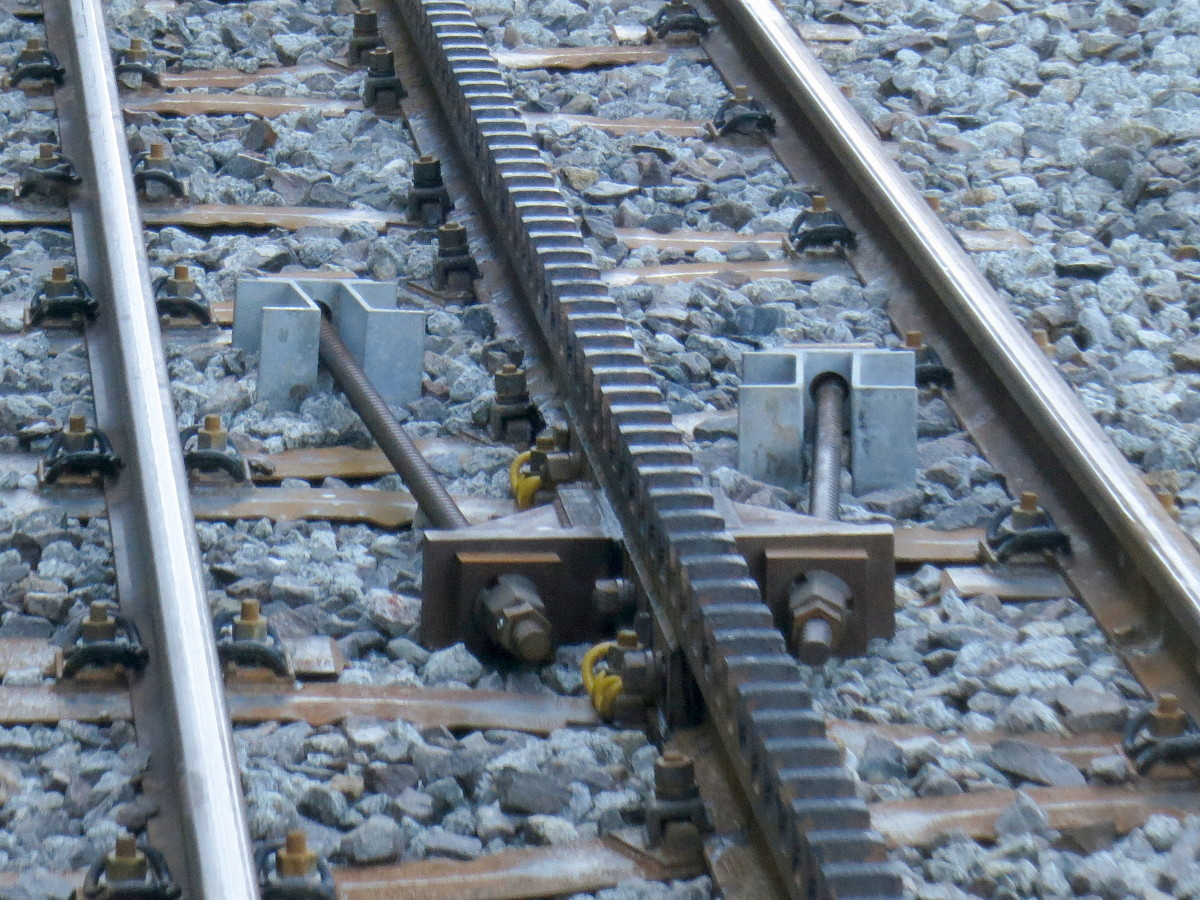
Voie du tramway du Mont-Blanc avec les traverses en Y.

Le TMB utilise une voie métrique (écartement de 1 000 mm), qui est posée en rails Vignole. À l'origine, les traverses étaient posés tous les mètres. Sur une section rénovée récemment, des traverses en Y ont été posées. Ce type de pose est amené à se généraliser.
La crémaillère est de type Strub ; elle est disposée sur 85 % de la longueur du parcours. Le début de la ligne (traversée du Fayet) et les stations de croisement intermédiaires, en palier, en sont dépourvus, ainsi que deux portions de plusieurs centaines de mètres entre les Tuffes et le col de Voza, et entre l'hôtel Bellevue et la gare de Bellevue.
Le TMB est alimenté à partir du courant alternatif industriel de l'usine EDF du Bon-Nant, fourni sous 45 kV, 50 Hz. Une sous-station produit du courant alternatif sous 11 kV (avec une tolérance de ±10 %) qui est injecté dans la ligne aérienne de contact. Celle-ci se compose d'un simple câble de type trolley. Dans le secteur des Rognes, les poteaux et la caténaire sont démontés durant l'hiver ; ils sont rapidement remontés au printemps.
La ligne du TMB n'a jamais comporté de signalisation. La régulation a d'abord été réalisée par téléphone ; elle est désormais effectuée par radio.

### Parcours
La ligne part du lieu-dit du le Fayet (altitude 580 m) sur la commune de Saint-Gervais-les-Bains. La gare se trouve à proximité immédiate de la gare SNCF de Saint-Gervais-les-Bains-Le Fayet, ce qui permet des correspondances aisées avec le réseau ferré national.
La voie suit d'abord la chaussée ; elle franchit ainsi le Bon Nant sur un pont routier. À 426 m du point de départ se trouvait l'arrêt des Bains, car situé à l'entrée du parc thermal du Fayet. Commence alors la première section à crémaillère, d'une pente de 200 à 228 mm/m, en sous-bois. Ensuite la voie franchit la D 902 sur le pont en maçonnerie du Berchat (kilomètre 1,460). Après la gare de Saint-Gervais-les-Bains (kilomètre 1,700, voie d'évitement) commence une section à crémaillère longue de 2,5 km et d'une pente allant jusqu'à 250 mm/m. Sur le palier suivant se trouve la gare de Montivon (km 4,510, altitude 1 368 m), qui dispose d'une voie d'évitement.
Une troisième section à crémaillère commence alors, en forêt. Plusieurs arrêts jalonnent ce secteur, pour la desserte des riverains notamment : les Seillières, Mont-Forchet, Tête-du-Chêne, les Tuffes. La crémaillère s'interrompt ici, jusqu'à la gare du Col-de-Voza (km 7,650 altitude 1 660 m) équipée d'un évitement. La ligne attaque ensuite la quatrième section à crémaillère, sur la crête entre la vallée de Chamonix et celle de Bionnassay. La gare de Bellevue (km 9,195, altitude 1 794 m) permet de rejoindre la ville des Houches par le téléphérique de Bellevue.
Un cinquième tronçon à crémaillère permet de rejoindre à travers les alpages la gare du mont Lachat (km 10,876, altitude 2 074 m) qui dispose d'un évitement. Elle desservait la base d'essais aéronautiques. Le sixième tronçon à crémaillère s'engage dans les pierriers sous les Rognes. La voie franchit deux petits tunnels avant de s'arrêter en pleine pente à la gare du Nid-d'Aigle (km 12,248, altitude 2 372 m), là où les travaux ont été interrompus.

Profil en long de la ligne du TMB.

## Matériel roulant
Dans les circulations sur le TMB, la motrice est toujours placée du côté vallée et la remorque du côté montagne, ce qui permet de retenir la remorque à la descente.

### Locomotives à vapeur et voitures associées
L'exploitation de la TMB devait s'effectuer dès le début en traction électrique. Au départ, la compagnie a donc commandé uniquement quelques petites locomotives à vapeur pour les besoins des travaux. Finalement, ce sont ces machines qui ont assuré l'exploitation de la ligne pendant près de cinquante ans.
La plus ancienne locomotive à vapeur du TMB a été construite en 1903 par la Société suisse de construction de locomotives et de machines pour le compte du chemin de fer Martigny–Châtelard (MC) qui l'a utilisée pour la construction de la ligne. Elle a servi de modèle pour la construction des cinq premières locomotives du TMB, numérotées 1 à 5. Le MC a un temps conservé cette locomotive en tant que véhicules de secours, puis l'a cédée au TMB en 1927. Elle a alors été intégrée au parc sous le no 6, après des modifications mineures. Les locomotives numéros 1 à 5 ont été construites entre 1905 et 1911.
À des différences mineures près, les six locomotives présentent des caractéristiques communes. Elles sont de type 020T, mesurent 5,810 m de long (5,850 m pour la no 6) et 2,200 m de large. La chaudière est inclinée de 10 % (8 % seulement pour la no 6), de façon que l'eau soit à un niveau suffisant au-dessus du foyer même dans les fortes rampes. Les locomotives numéros 1 à 4 ne disposent que de tubes à fumée ordinaires, tandis que les numéros 5 et 6 disposent de la surchauffe. Elles développent toutes six une puissance de 180 ch ; elles roulent à 15 km/h en adhérence simple, à 7 km/h sur les sections à crémaillère.
Le mouvement linéaire des pistons est transformé en mouvement rotatif, qui est transmis à un faux essieu moteur central. Ce faux essieu fait tourner la roue dentée et les deux essieux moteurs via une double bielle.
Ces locomotives disposent de trois dispositifs de freinage :
- un frein à contre-vapeur, pour maintenir une vitesse constante à la descente ;
- un frein à rubans agissant sur le faux essieu moteur, à déclenchement manuel ou automatique si la vitesse dépasse 9,5 km/h ;
- deux freins à tambour, agissant sur le faux essieu moteur et sur une seconde roue dentée dédiée au freinage.

Les locomotives numéros 1 à 5 ont reçu des noms de baptême, respectivement Jacques Balmat, Horace Bénédict de Saussure, Mademoiselle d'Angeville, Pierre Janssen et Jeanne d'Arc.
Les locomotives à vapeur tractent des voitures à bogies, numérotées de 1 à 6. Elles possèdent une caisse en bois et peuvent accueillir 55 personnes en classe unique. Le chef de train dispose d'une cabine d'où il peut actionner le sifflet de la locomotive et un timbre. Ces remorques possèdent deux dispositifs de freinage : un frein à sabots, et un frein de secours agissant sur une roue dentée engrenée sur la crémaillère.
Ces voitures ont été retirées du service lors de l'électrification, puis démolies. Il a également existé une voiture-fourgon à deux essieux, numérotée 21, qui pouvait accueillir cinq passagers. Elle a été transformée en véhicule d'entretien pour la ligne électrique.
Les locomotives no 1, 5 et 6 ont été démolies lors de l'électrification en 1956-1957. La no 2 a été vendue à un collectionneur. Elle devrait être exposée au musée paysan de Viuz-en-Sallaz. La no 3 a été remise en état par un groupe de passionnés ; elle est exposée depuis 1995 au parc thermal du Fayet. La no 4 est restée dans la remise du Fayet jusqu'en 2000, jusqu'à être gravement endommagée par l'incendie de cette dernière. Elle a été confiée en 2006 au musée des tramways à vapeur et des chemins de fer secondaires français à Butry-Valmondois, qui l'expose dans son musée à Butry-sur-Oise.

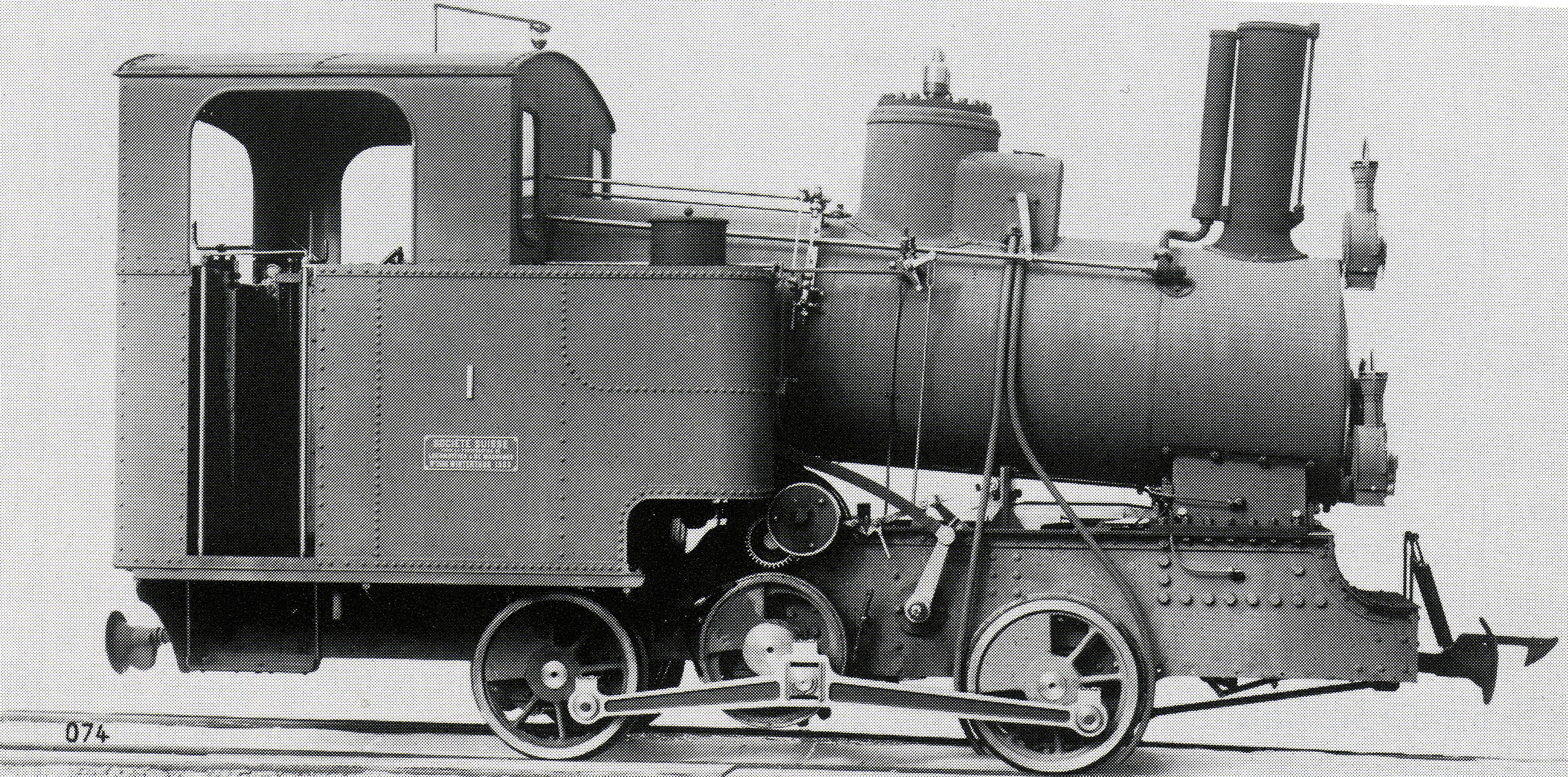
Locomotive no 6 ex Martigny-Chatelard.
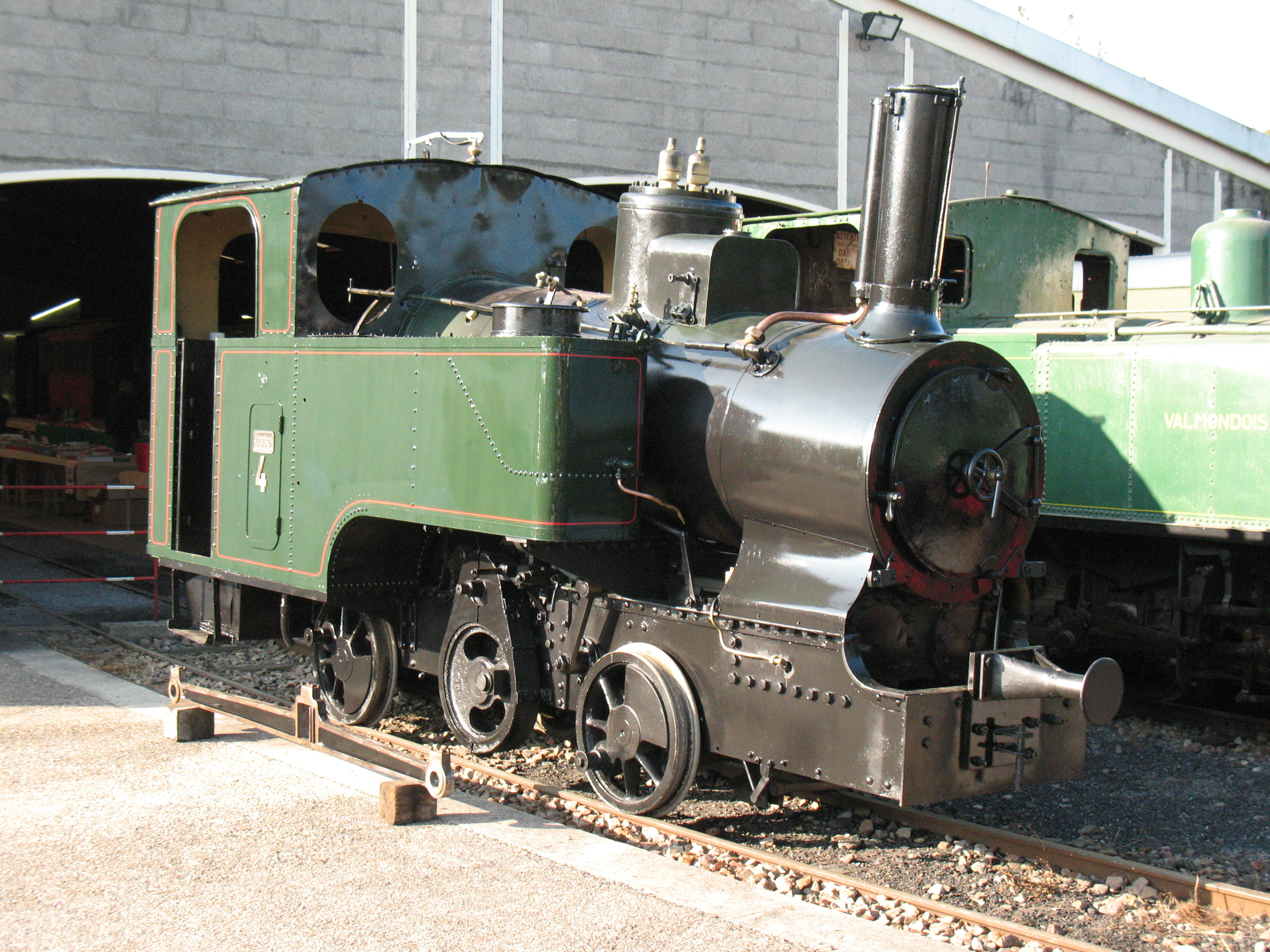
Locomotive à vapeur no 4, en 2007 après rénovation.
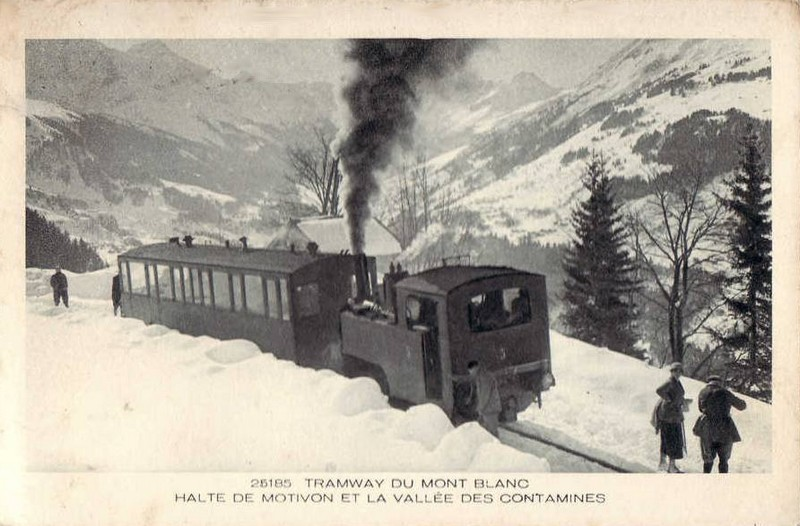
Halte de Montivon à l'époque de la traction à vapeur, avec la locomotive no 3.
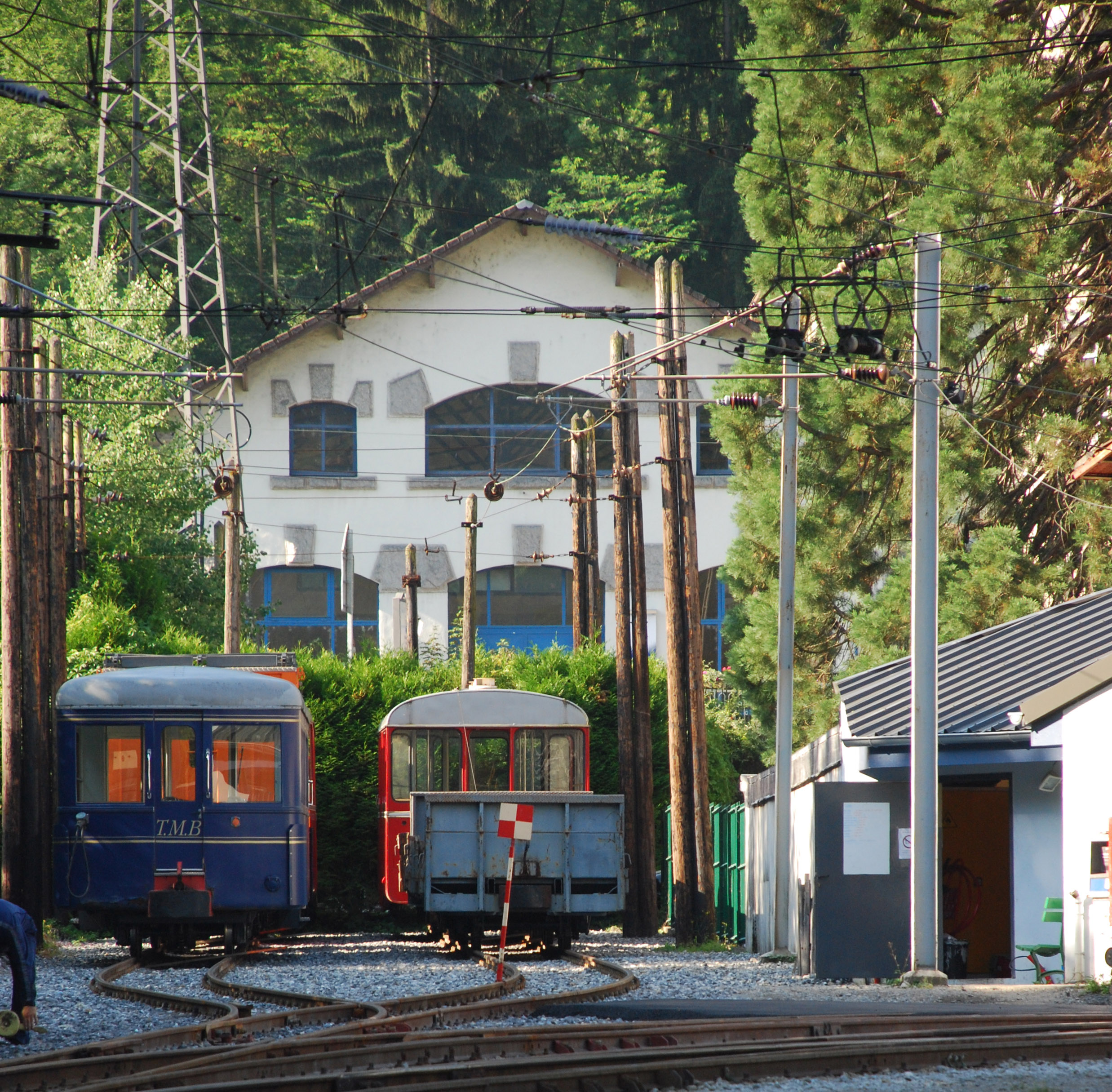
Voies de service au Fayet.

### Locomotive diesel et remorque double à bogies
La locomotive Diesel no 31 du chemin de fer du Montenvers, construite en 1967, a été transférée sur le TMB en 2001. Elle est de type 1B0. Elle dispose d'un moteur 12 cylindres en V qui développe 650 ch. Elle assure le déneigement et des trains de service.
En même temps que la locomotive no 31, le TMB a reçu en 2001 la remorque no 61 du Montenvers. Il s'agit d'une voiture de 160 places construite en 1966. Cependant, n'étant pas agréée à transporter des voyageurs sur la ligne, elle est actuellement inutilisée.

### Automotrices électriques
Le matériel électrique, livré en 1957, dérive du matériel réalisé pour le chemin de fer du Montenvers en 1954. Il a été construit en France par Decauville. La Société suisse de construction de locomotives et de machines a construit les bogies, mécanismes de crémaillère et organes de freinage. Oerlikon a produit les moteurs et les équipements électriques.
Les motrices mesurent 15,40 m (hors tampon). Elles ont un empattement de 12,85 m. Les caisses sont construites en acier et en alliage d'aluminium. Elles sont montées sur deux bogies de deux essieux moteurs, d'empattement 2,65 m. Chaque moteur pèse 1 000 kg. La puissance totale par automotrice est de 640 ch, soit 472 kW. L'intensité maximale admise est de 1 000 A (au démarrage). Les automotrices pèsent au total 31,4 t. Elles peuvent au total transporter une charge de 7,2 t.
Les remorques mesurent 13,726 m de long. Elles ont été fabriquées par Decauville.
Les rames peuvent circuler jusqu'à 22 km/h en adhérence simple, 20 km/h sur crémaillère pour des pentes inférieures à 145 mm/m, 15 km/h au-delà. À la descente, la vitesse est limitée à 12,8 km/h. Il existe quatre systèmes de freinage :
- un frein à vis qui déclenche l'application d'un sabot sur chacune des roues ;
- un frein rhéostatique qui permet la régulation de la vitesse à la descente, et dont les résistances sont placées sur le toit ;
- un frein à rubans de secours, qui agit sur les arbres moteurs ;
- un frein à cliquet qui agit sur un tambour solidaire de la roue de la crémaillère, utilisé pour les arrêts en pleine voie.

Les rames sont composées d'une motrice et d'une remorque. Elles sont baptisées aux noms des trois filles du directeur du TMB en 1956 : Marie, Jeanne et Anne. À l'origine, les rames revêtent les livrées suivantes :
- Marie : blanc en haut, rouge en bas ;
- Jeanne : jaune en haut et bleu en bas ;
- Anne : bleu en haut et jaune en bas.

Entre 1996 et 1999, les rames ont été révisées. Elles portent maintenant une livrée unicolore : bleue pour Marie, rouge pour Jeanne et verte pour Anne. Au moment de la révision, les remorques de Jeanne et Anne ont été interverties. Il arrive que des rames composées d'une motrice et d'une remorque dépareillées circulent. C'est par exemple le cas lorsqu'une motrice est en réparation.
La remorque comporte une loge pour l'agent d'accompagnement avec un serre frein, une commande des phares, une commande de l'avertisseur, et une sonnerie électrique pour communiquer en code avec la cabine de conduite.

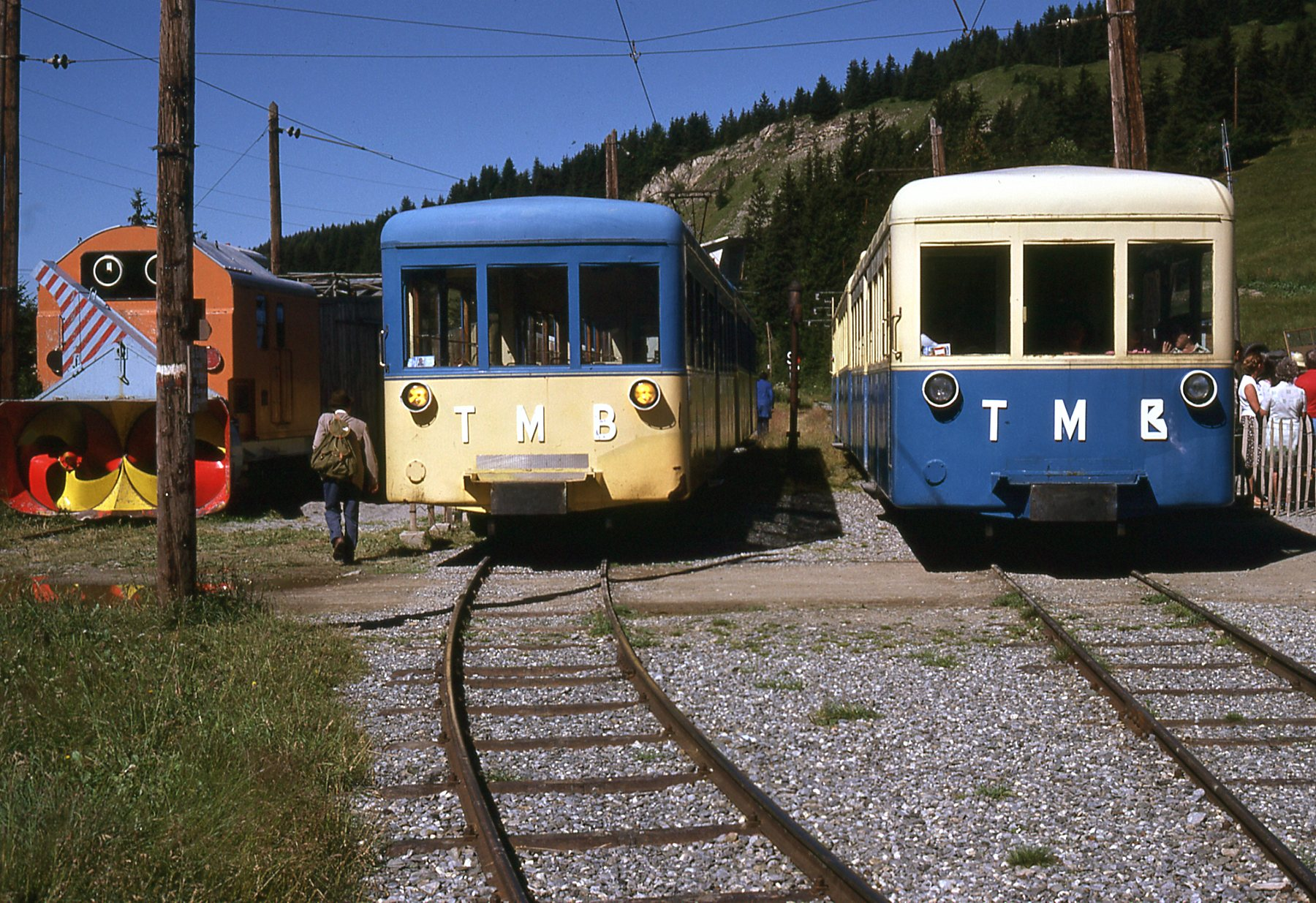
Deux rames en ancienne livrée se croisent à la gare du Col-de-Voza.
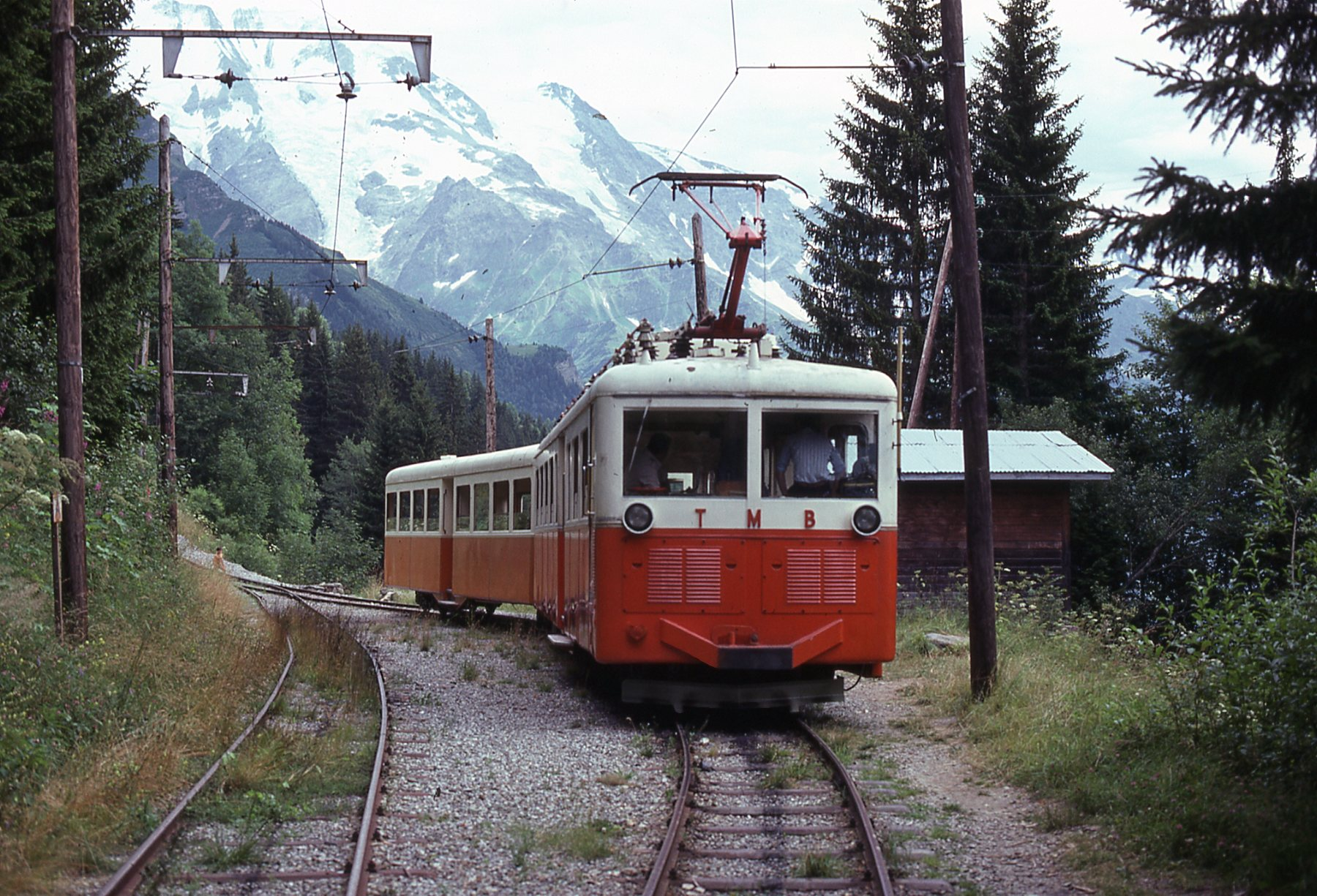
Automotrice Marie.
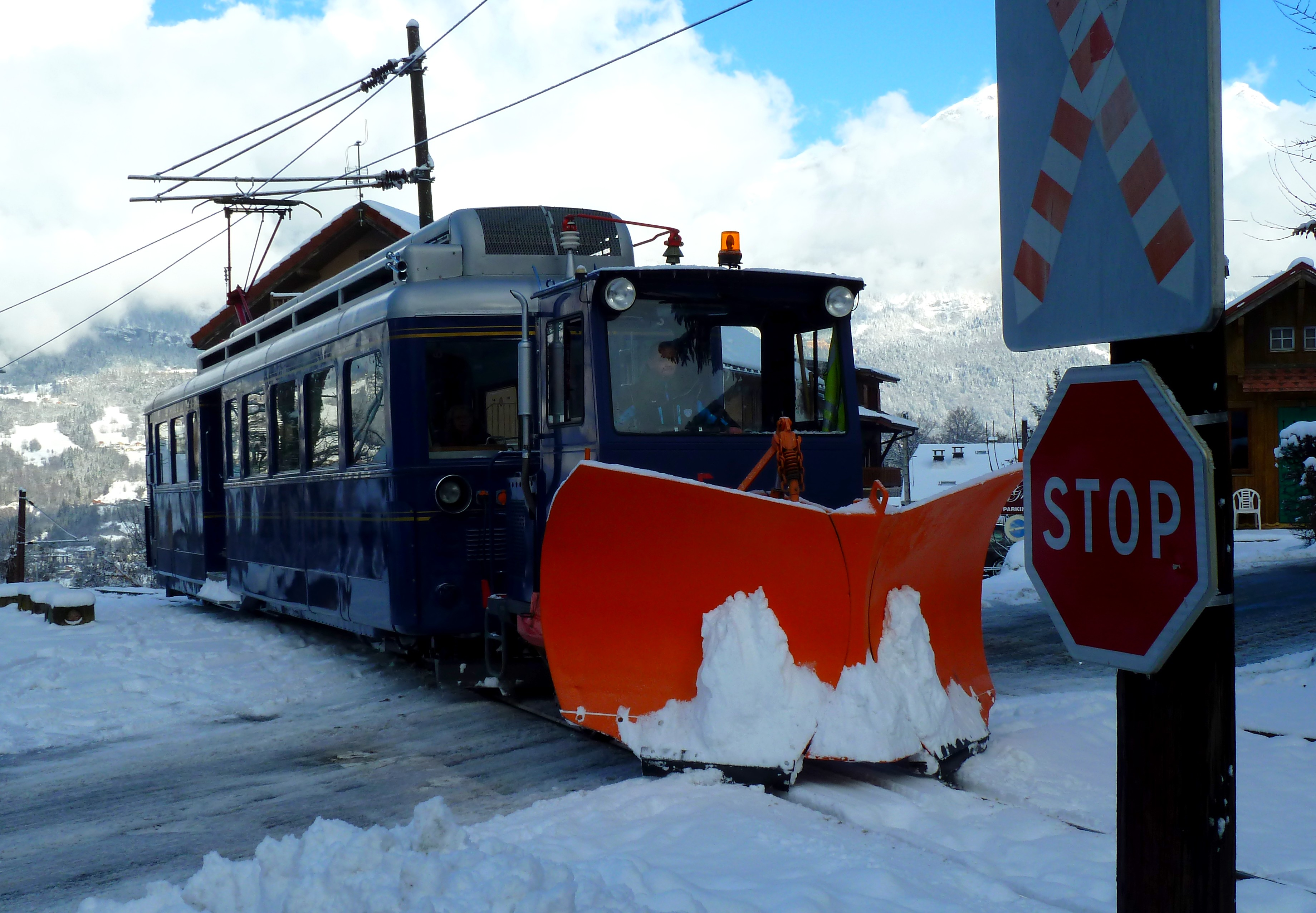
Le chasse-neige à étrave en janvier 2016.

### Nouvelles automotrices
Trois nouvelles automotrices ont été commandées en 2020 à Stadler Rail, constructeur situé à Erlen en Suisse, pour entrée en service à l'été 2022.
De mars à octobre 2022 vont être livrées quatre nouvelles automotrices de la société suisse Stadler Rail pour un prix de 30 millions d'euros. Trois d'entre elles en remplacement des trois anciennes et une quatrième pour augmenter la capacité de transport et de rotation de la ligne du TMB. La première nommée Marie, livrée bleue, a été livrée le 23 mars 2022, deux autres à nouveau nommées Jeanne et Anne et la quatrième Marguerite seront livrées à l'automne pour une mise en service en 2023. Elles portent ainsi les prénoms des filles du fondateur de la société d'exploitation initiale du TMB,.

### Véhicules de service
Le TMB était doté en 1909 de quatre wagons plats. Il en reste deux en l'état actuellement, qui peuvent servir au désherbage ou au transport de fioul. Un troisième a été transformé en fourgon au début des années 2000. Il sert au ravitaillement.
Le TMB possède deux chasse-neige : un chasse-neige à étrave d'origine (transformé à plusieurs reprises depuis), et un chasse-neige rotatif à turbines. Ce dernier date de l'électrification de la ligne. Il fonctionnait initialement à l'électricité ; il est désormais alimenté par un moteur diesel.
Enfin, le TMB dispose, en commun avec le Montenvers, d'une bourreuse-caleuse Framafer depuis 2006. Ce véhicule est complété par deux wagons plats à trémie pour le transport du ballast.

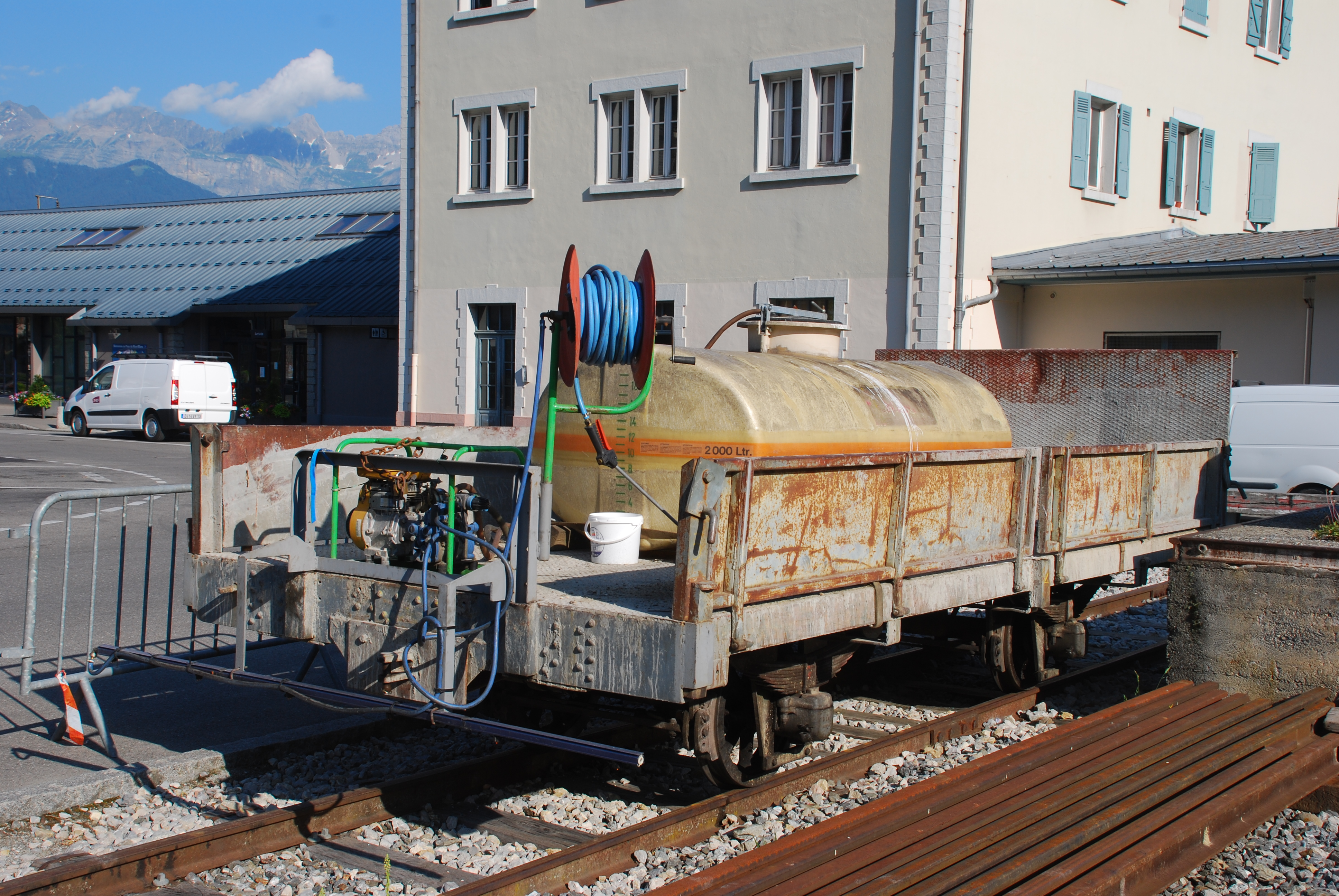
Wagon plat à essieux avec citerne de désherbant.
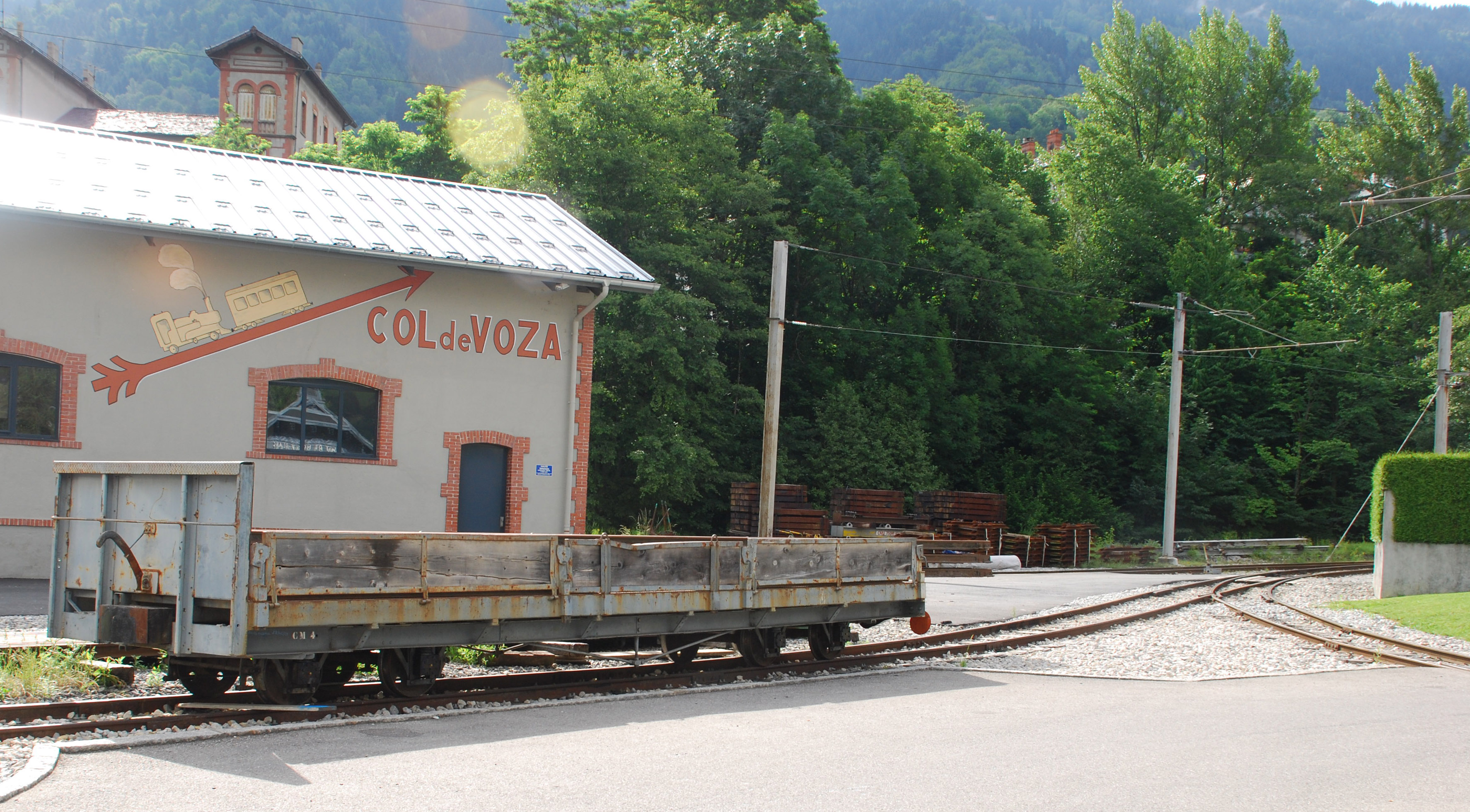
Wagon plat à bogies utilisant le châssis d'une ancienne voiture voyageur.

## Le TMB dans le grand public

### Tourisme
L'hiver, une partie de la ligne est ouverte pour donner aux skieurs l'accès au domaine skiable des Houches, près de Chamonix. L'été, toute la ligne est ouverte pour permettre aux alpinistes d'avoir un accès plus facile à deux refuges de haute montagne, Tête-Rousse et le Goûter. La gare du Nid-d'Aigle, terminus estival du Tramway du Mont-Blanc, est considéré comme le départ de la voie royale pour l'ascension du mont Blanc.
Les touristes sont nombreux l'été pour passer un peu de temps dans le monde de la moyenne et haute montagne. Souvent, ils viennent boire quelques verres à la buvette, puis redescendent dans la vallée. Certains montent par le sentier depuis le hameau de Bionnassay (2 h 30 de montée). D'autres montent un peu plus haut jusqu'à la baraque forestière des Rognes, à 300 mètres au-dessus du Nid d'Aigle. De ce point, on jouit d'une superbe vue sur le col du Tricot, célèbre passage de la variante du Tour du Mont-Blanc ainsi que sur beaucoup d'aiguilles comme celle de Bionnassay, atteignable par le refuge de Tête-Rousse, ou le glacier de Bionnassay. Avec des jumelles, on peut même apercevoir les alpinistes monter à l'aiguille du Goûter pour atteindre le refuge situé à son sommet.
En 1911, le TMB transporte 21 548 voyageurs, ils sont 42 213 en 1952, et 187 000 en 1985. Si le trafic croît régulièrement, il est toutefois loin d'égaler celui du chemin de fer du Montenvers. La capacité de transport reste de toute façon très limitée, en raison de la faiblesse du parc de matériel roulant, et de la durée assez longue du parcours : il faut en effet 1 h 15 pour atteindre la gare du Nid-d'Aigle.

### Cinéma
À l'époque de la vapeur, Abel Gance a tourné des scènes de La Roue dans le secteur du tracé du TMB. L'équipe était installée au col de Voza de juin 1920 à février 1921 ; elle y avait même monté un laboratoire photographique. Le TMB a servi à l'approvisionnement du tournage ; il apparaît également sur certaines scènes.
Plusieurs scènes d'Agent trouble de Jean-Pierre Mocky (1987) se déroulent dans des rames électriques du TMB.
En 1992, un film publicitaire de Coca-Cola est tourné, dans lequel apparaît une rame exceptionnellement formée d'une motrice et deux remorques, maquillées pour évoquer des voitures-couchettes de la SNCF.
Enfin, le TMB est abondamment filmé dans le film Malabar Princess de Gilles Legrand, sorti en 2004 avec Jacques Villeret. Le train (surtout représenté par la rame Marie) joue un rôle important dans l'intrigue.